# 難波駅 (Osaka Metro)
難波駅（なんばえき）は、大阪府大阪市中央区・浪速区にある、大阪市高速電気軌道 (Osaka Metro) の駅である。
南海電気鉄道の難波駅と同様、案内表示・駅名標などは「なんば駅」と平仮名表示に統一されているが、正式表記は漢字の「難波駅」であり、乗車券類などに表記されている。

## 乗り入れ路線
- 大阪市高速電気軌道 (Osaka Metro)
  -  御堂筋線 - 駅番号はM20
  -  四つ橋線 - 駅番号はY15、1970年（昭和45年）までは難波元町駅であった。
  -  千日前線 - 駅番号はS16

## 当駅からの接続路線
- 南海電気鉄道 - 難波駅 [注 1] - 駅番号はNK01
  - 南海本線
  - 南海高野線
- 近畿日本鉄道・阪神電気鉄道 - 大阪難波駅
  - A近鉄難波線（奈良線）- 駅番号はA01
  - 阪神なんば線 - 駅番号はHS 41
- 西日本旅客鉄道（JR西日本） - JR難波駅
  - 関西本線（大和路線）- 駅番号はJR-Q17

Osaka Metroの難波駅は大阪難波駅に近接している（千日前線の駅にほぼ隣接）。御堂筋線の駅は南海の難波駅、四つ橋線の駅はJR難波駅にも近接している。

## 歴史
- 1935年（昭和10年）10月30日：1号線（現：御堂筋線）の心斎橋駅 - 難波駅間延伸時に 難波駅 として開業。
- 1965年（昭和40年）10月1日：3号線（現：四つ橋線）の西梅田駅 - 大国町駅間延伸時に、難波元町駅（駅などの案内表示では「なんば元町」と表記していた）として開業[1]。
- 1970年（昭和45年）3月11日：千日前線の桜川駅 - 谷町九丁目駅間開通に伴い、難波駅を設置。同時に四つ橋線難波元町駅を難波駅に統合。各駅の案内上の表記をなんば駅とひらがなに統一する[1]。
- 1982年（昭和57年）10月：駅改良工事に着手。
- 1987年（昭和62年）3月15日：御堂筋線難波駅に新2番線ホームが完成[2][3]。これにより、1番線ホーム・2番線ホームが分離[2][3]。
- 2013年（平成25年）10月31日：駅ナカ施設「ekimoなんば」が開業[4]。
- 2014年（平成26年）10月11日：千日前線ホームで可動式ホーム柵の使用を開始[5]。
- 2018年（平成30年）4月1日：大阪市交通局の民営化により、所属事業者・管轄が大阪市高速電気軌道 (Osaka Metro) に変更。
- 2022年（令和4年）3月5日：御堂筋線ホームで可動式ホーム柵の使用を開始[6]。
- 2024年（令和6年）10月3日：四つ橋線ホームで可動式ホーム柵の使用を開始[7]。

## 駅構造
御堂筋線は、単式ホーム2面2線の地下駅である。2番線ホームは1987年（昭和62年）に新設されたものであり、千日前線・近鉄電車・阪神電車とは地下1階を経由せずに、最小限の上下移動で乗り換えられる（下図）。1番線ホームの幅は7.9 m、2番線ホームの幅は9.7 mである。
開業当初は島式ホーム1面2線の形態であったが、乗降客の増加でラッシュ時には改札制限を行う事態となったことから、混雑緩和を目的として北行き（梅田方面）線路の西側に単式の2番線ホームを新設し、島式だった1番線ホームを南行き（なかもず方面）専用として梅田方面の列車に乗降できないように柵を設けた。

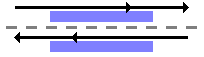
御堂筋線ホームの配置 左：千里中央方面

四つ橋線と千日前線は、両方とも島式ホーム1面2線の地下駅となっている。四つ橋線のホームはJR難波駅寄りの位置にあり、御堂筋線のホームから直線距離で西に250 - 300mほど離れている。千日前線のホームは千日前通の地下、御堂筋線ホームと四つ橋線ホームの中間に設置されている。
御堂筋線のホームを中心に大規模な改良工事が行われ、御堂筋線地下1階コンコースに駅ナカ施設『ekimoなんば』が開業した。

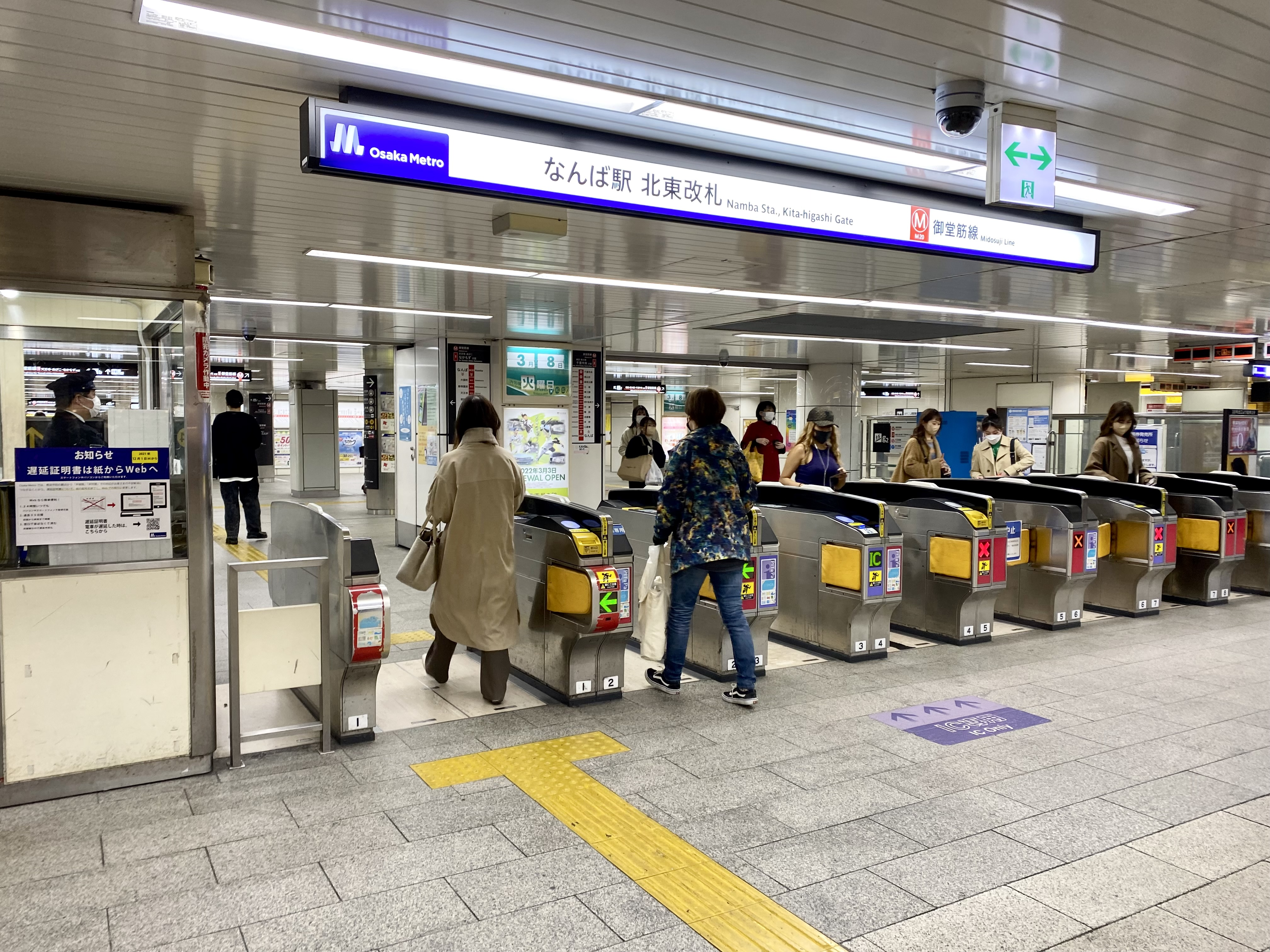
北東改札
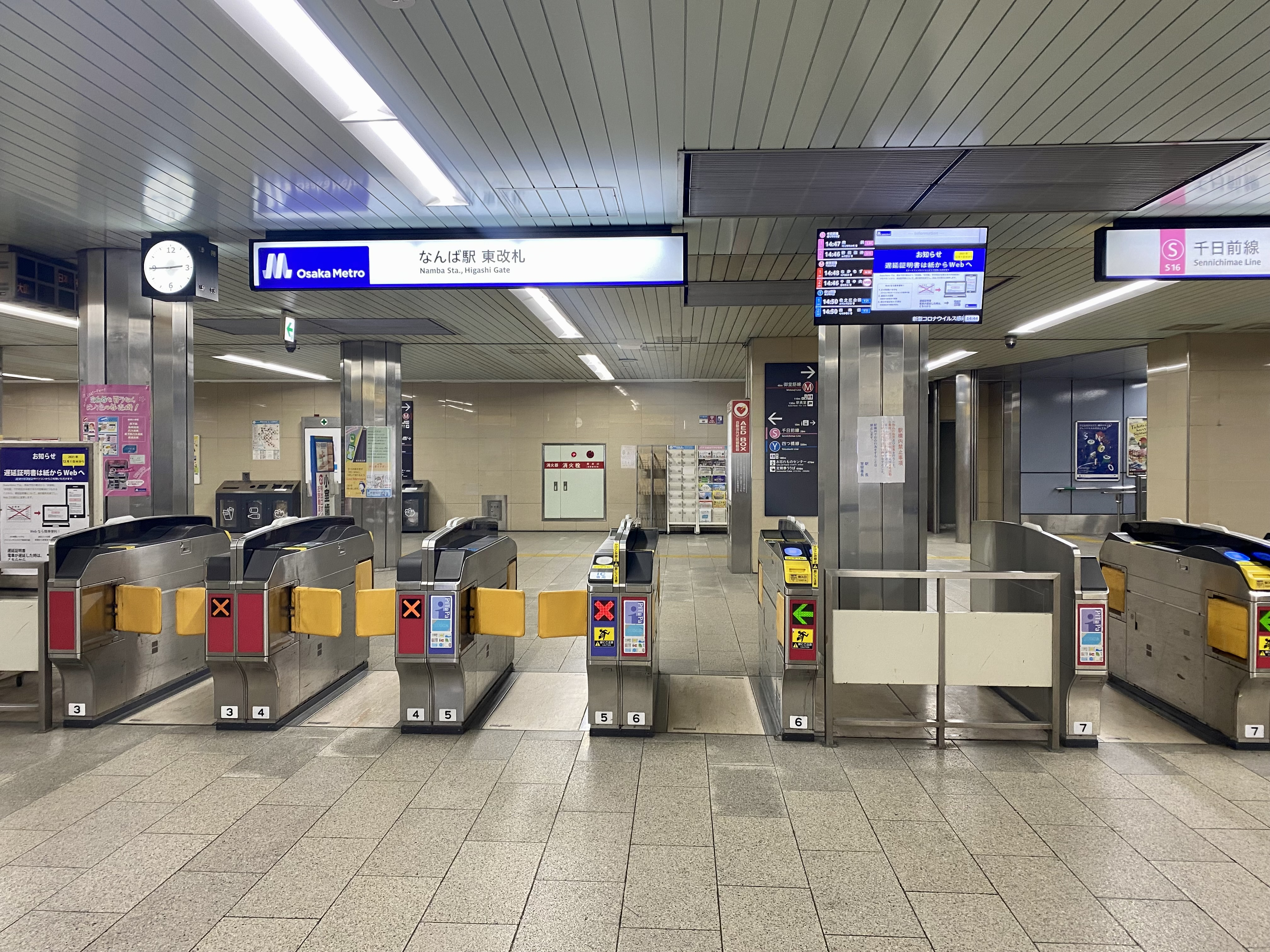
東改札
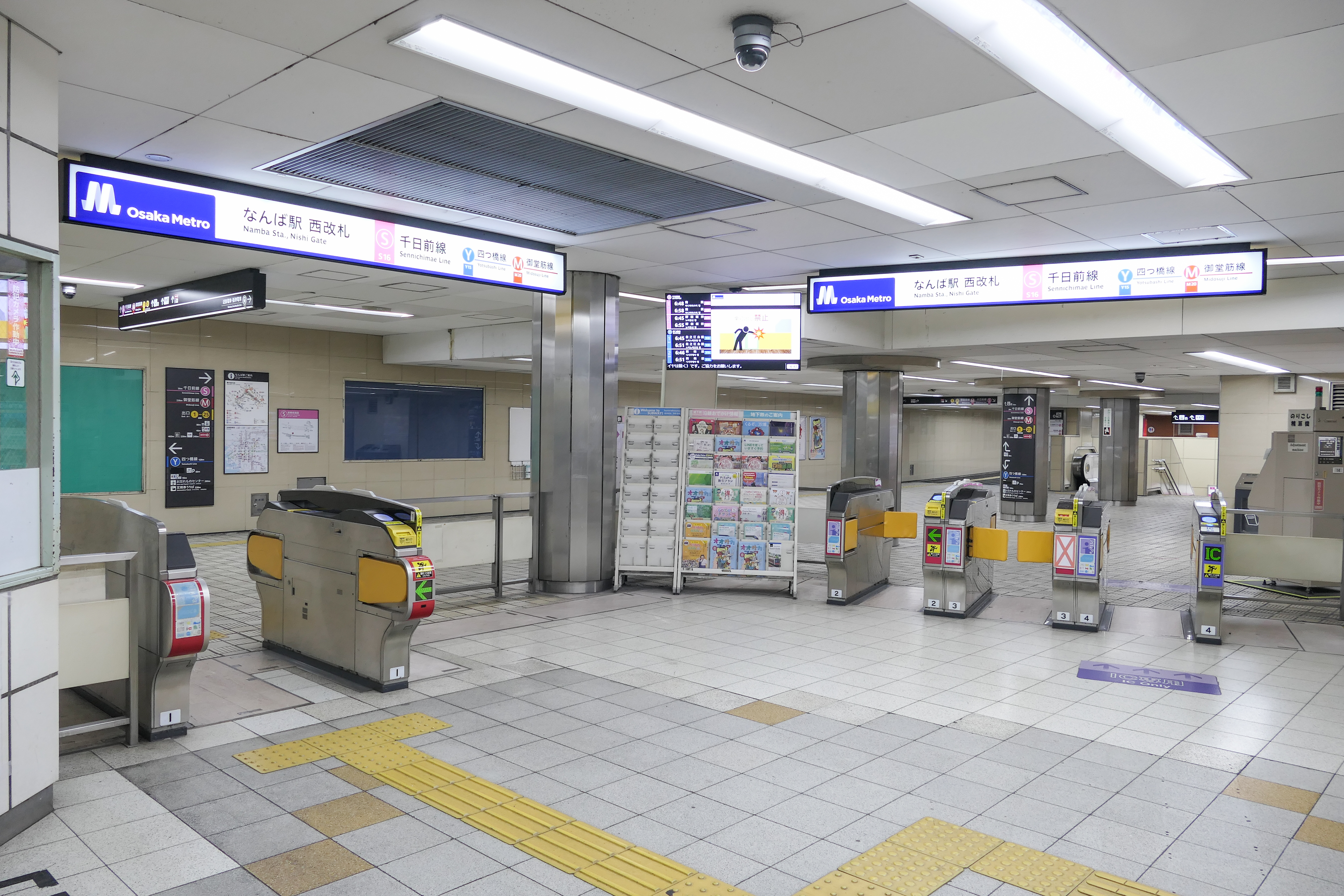
西改札
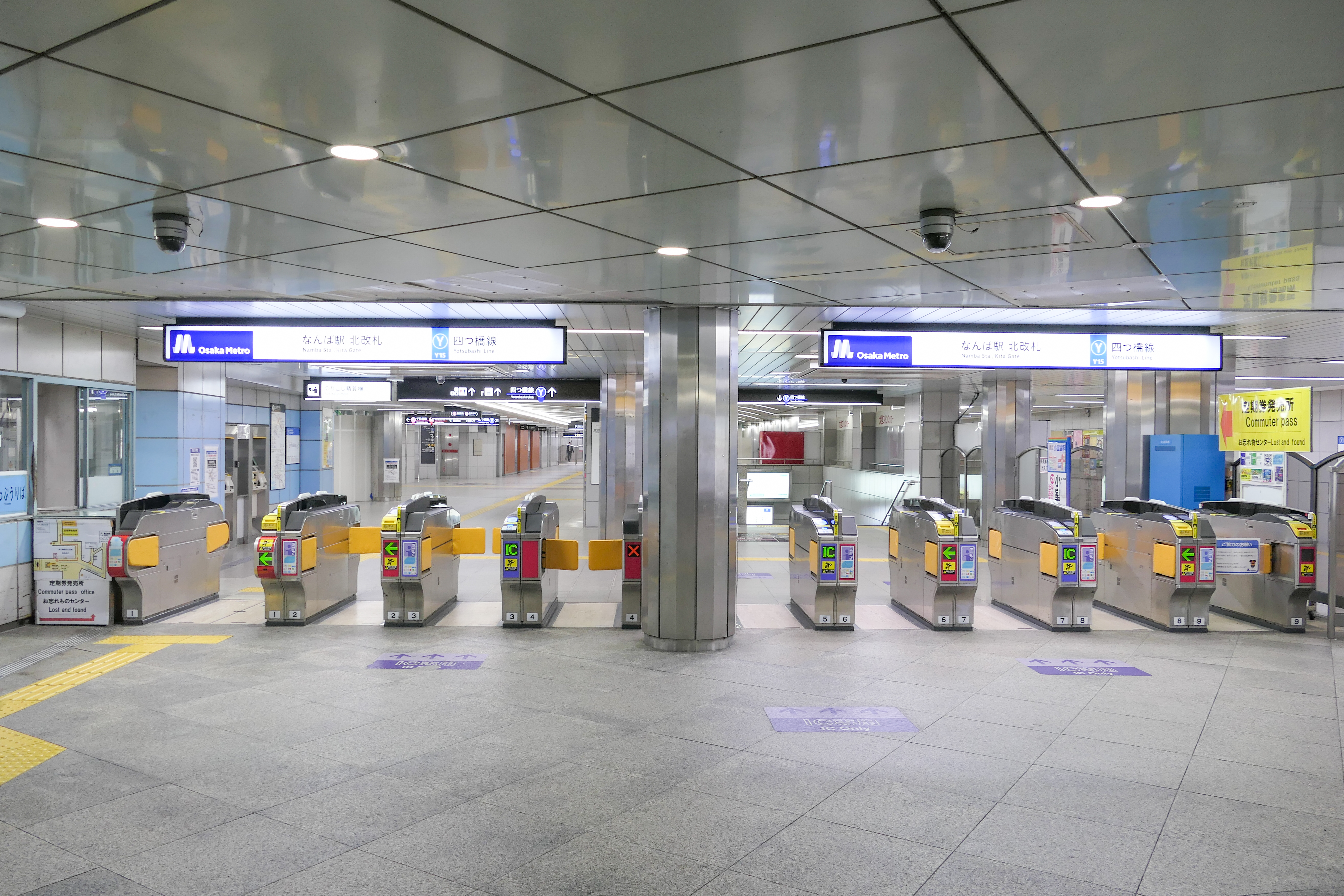
北改札
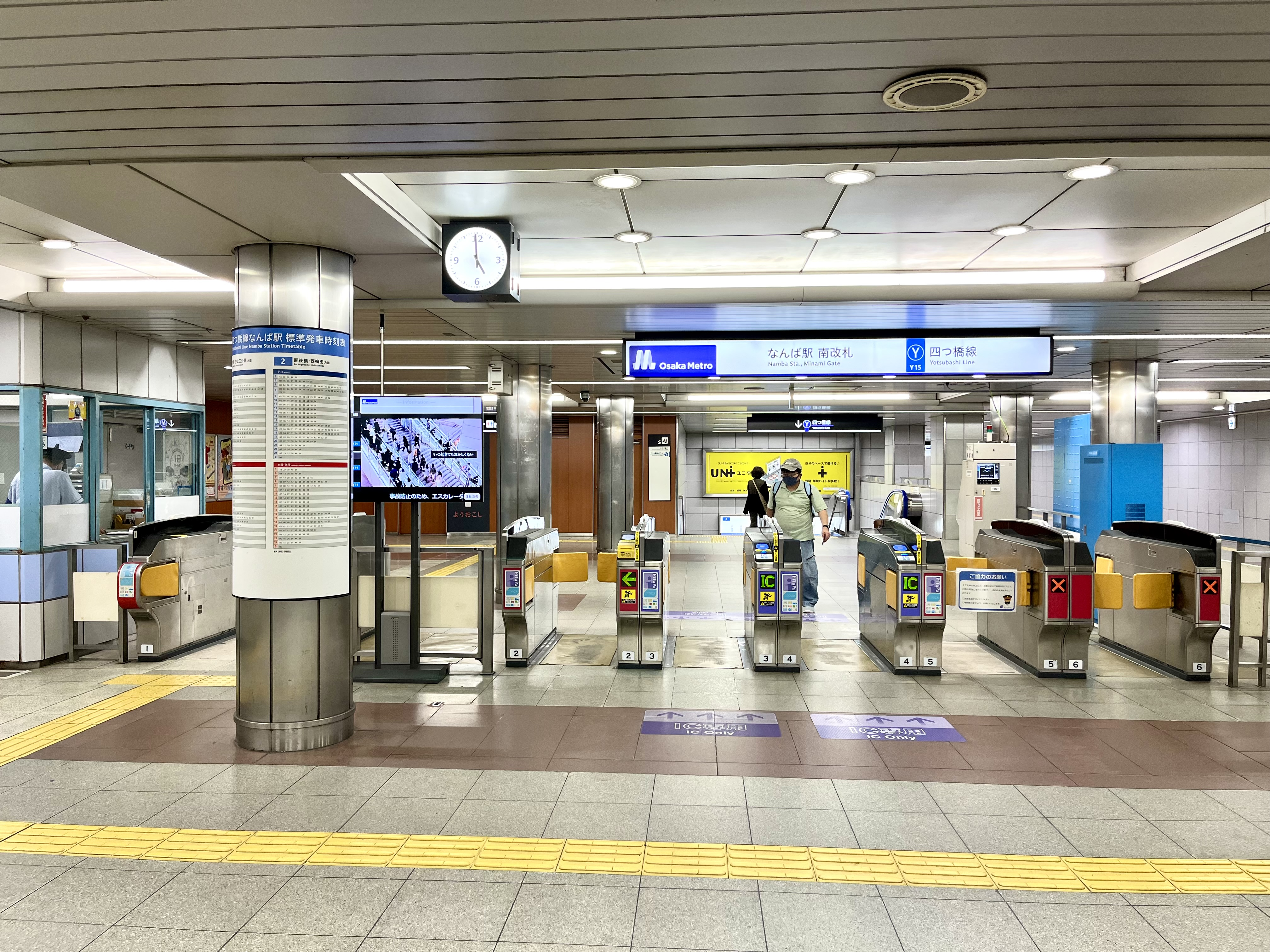
南改札
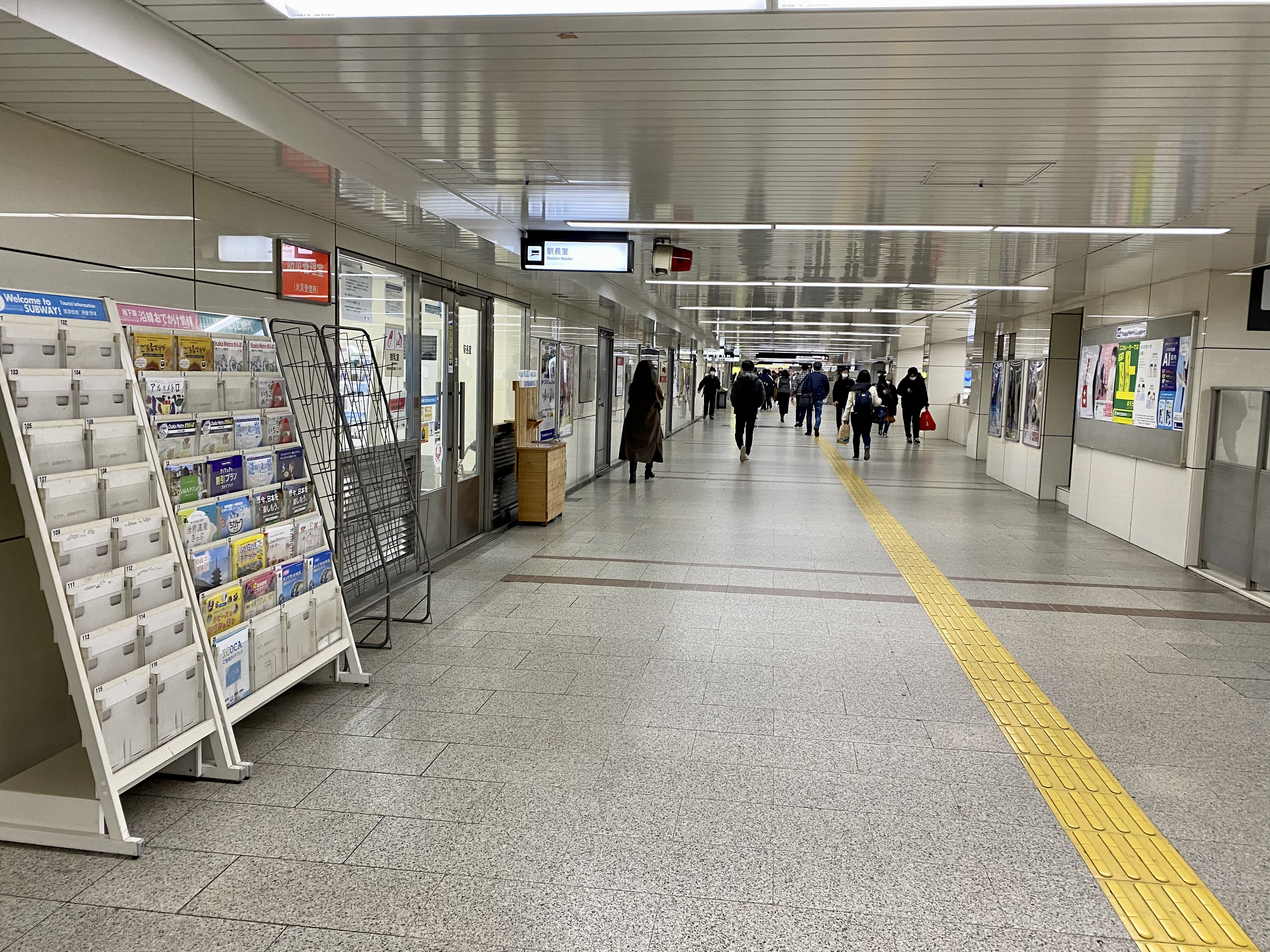
御堂筋線コンコース
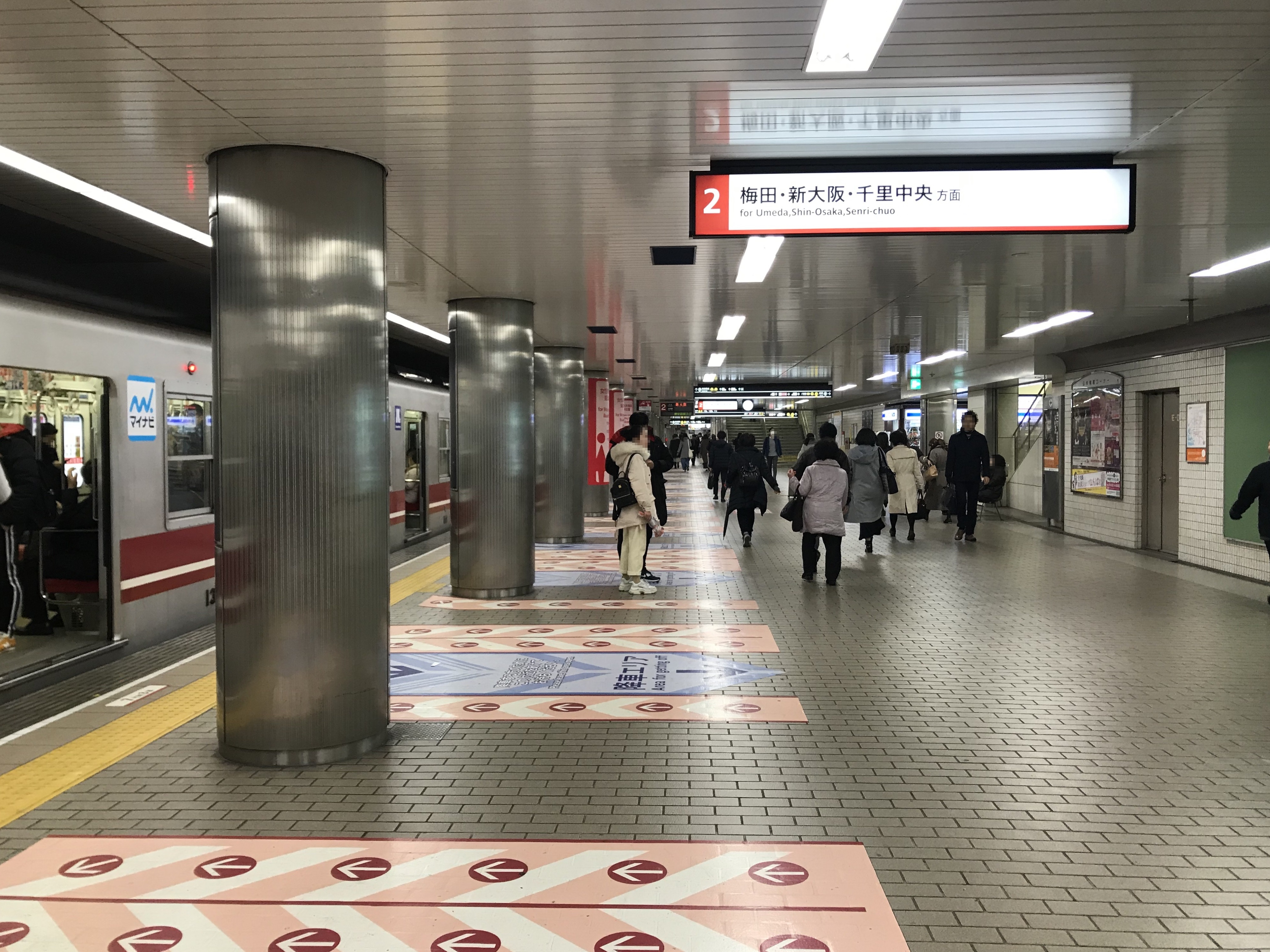
御堂筋線ホーム
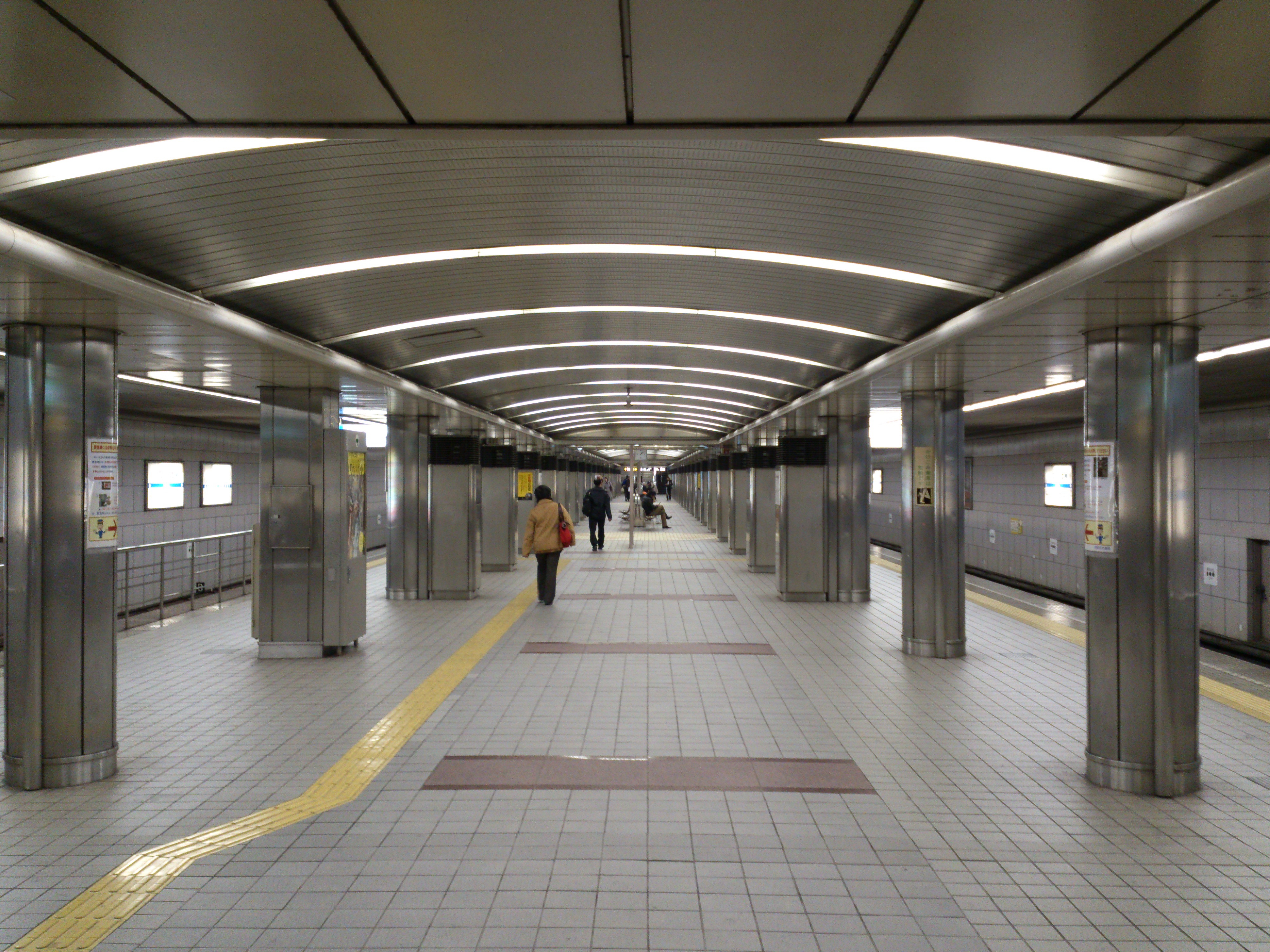
四つ橋線ホーム（ホーム柵設置前）
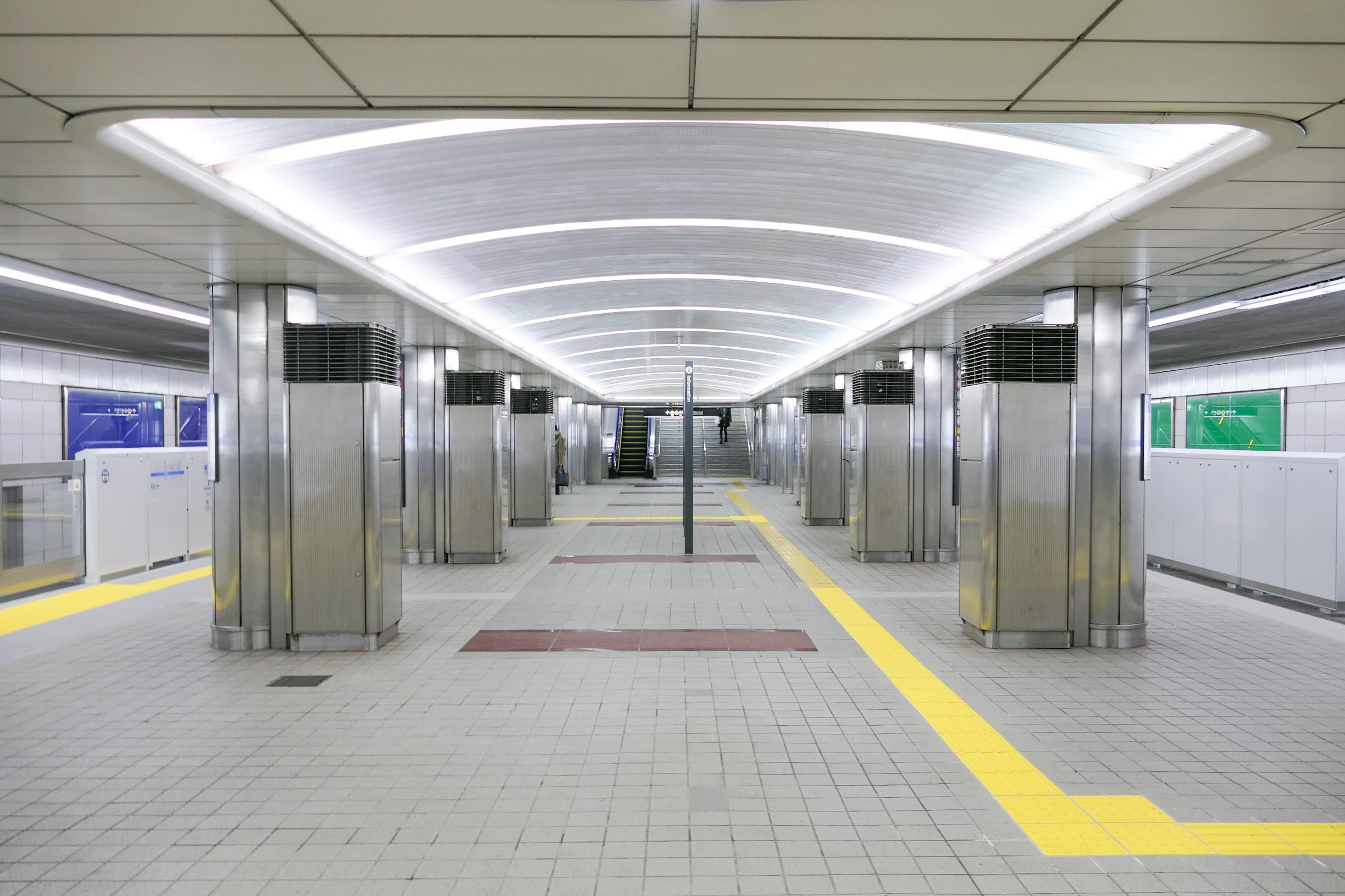
四つ橋線ホーム（ホーム柵設置後）
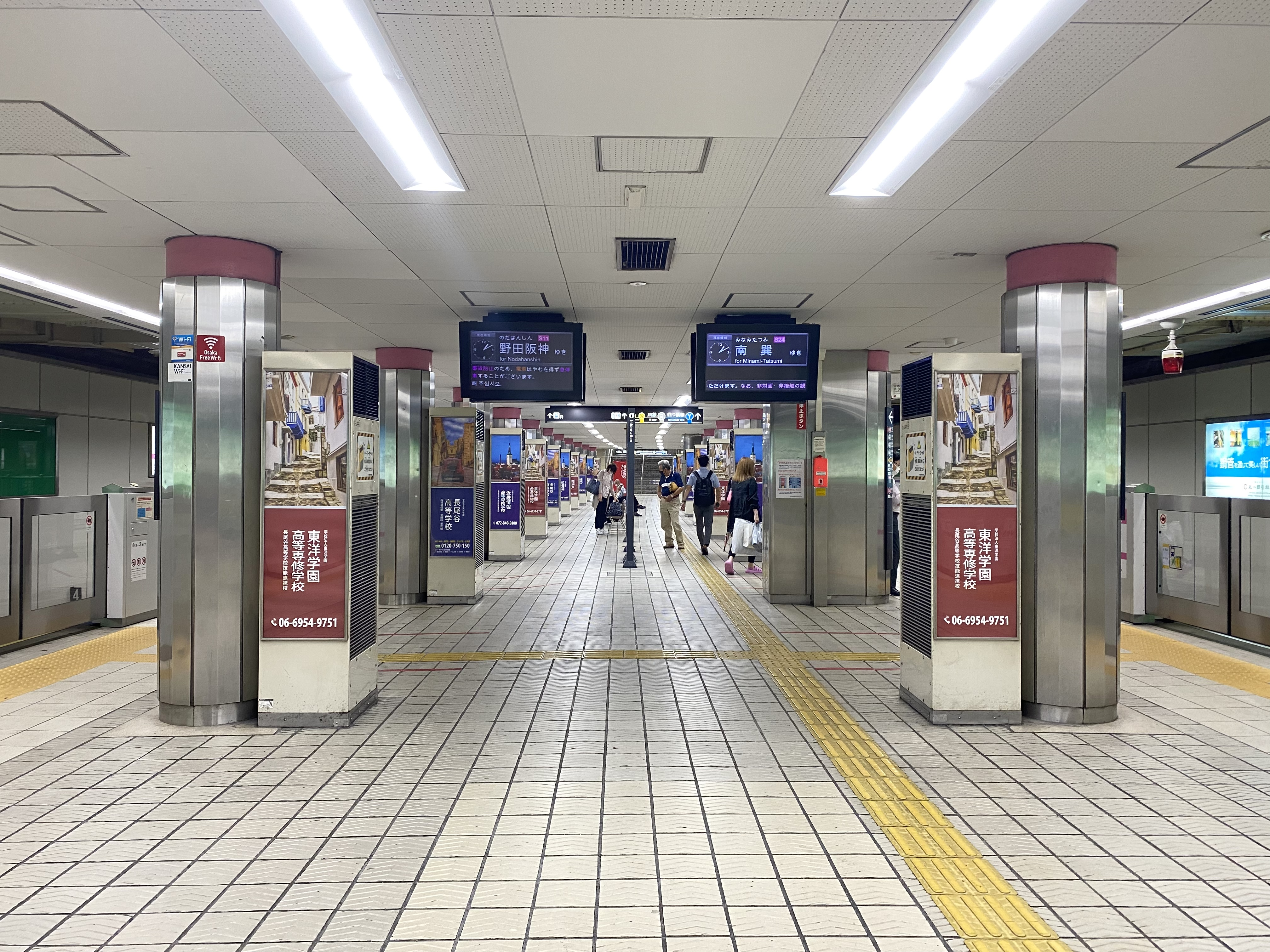
千日前線ホーム
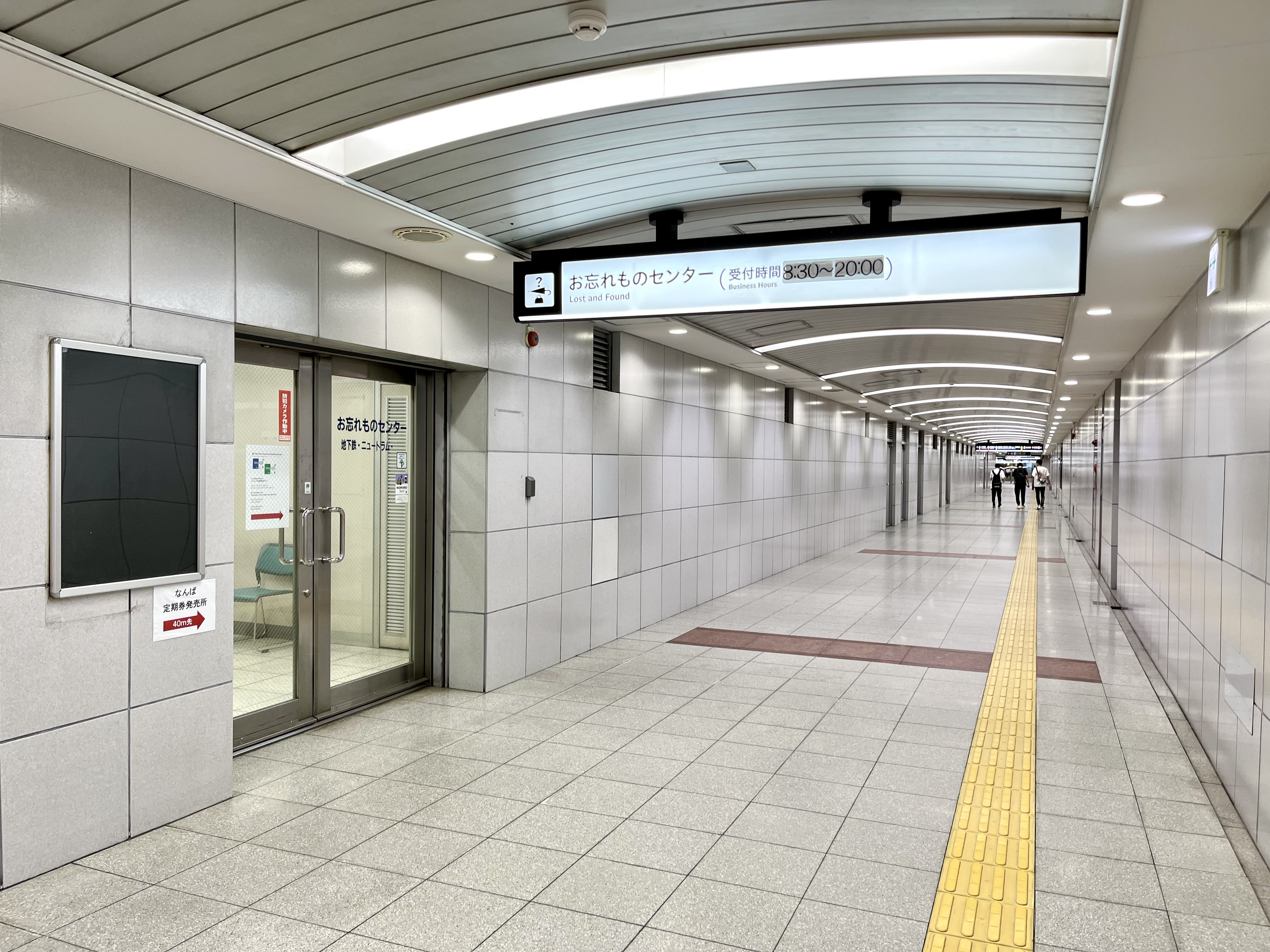
四つ橋線コンコース

### のりば
| 番線           | 路線           | 行先                         |
| 御堂筋線ホーム | 御堂筋線ホーム | 御堂筋線ホーム               |
| -------------- | -------------- | ---------------------------- |
| 1              | 御堂筋線       | 天王寺・あびこ・なかもず方面 |
| 2              | 御堂筋線       | 梅田・新大阪・箕面萱野方面   |
| 四つ橋線ホーム |                |                              |
| 1              | 四つ橋線       | 住之江公園方面               |
| 2              | 四つ橋線       | 本町・西梅田方面             |
| 千日前線ホーム |                |                              |
| 1              | 千日前線       | 鶴橋・南巽方面               |
| 2              | 千日前線       | 野田阪神方面                 |

- 近鉄けいはんな線と地下鉄中央線の連絡乗車券購入の場合は、長田駅経由と指定されているため、大阪難波駅との直接乗り継ぎはできない。

### 改札
○○線の改札と記述してあるが、全て改札はコンコースやプラットホームを通じて3路線とも結ばれている。
北東改札・北西改札
近鉄・阪神の大阪難波駅やなんばウォーク、道頓堀方面などの最寄りとなる御堂筋線の改札で、地下1階にある。北西改札は出場専用となっている。なお、大阪難波駅と御堂筋線2番線ホームとの乗り換えは東改札の方が便利である。
中改札
北東改札・北西改札と南北改札の中間に位置する御堂筋線の改札で地下1階にある。北南改札とは改札内のコンコースで直結している。また改札内にはエレベーターも設置されている。
南北改札・南南改札
南海難波駅や髙島屋大阪店、なんばマルイ、なんば高速バスターミナルなどの最寄りとなる御堂筋線の改札で、地下1階にある。利用者が多いため、南北改札が入場専用で南南改札が出場専用となっている。
東改札
大阪難波駅の東改札口に隣接する千日前線の改札で、地下2階にある。大阪難波駅と御堂筋線2番線ホームとの乗り換えや、千日前線となんばウォークなどとの最寄りの改札にもなっている。
西改札
大阪難波駅の西改札口に隣接する千日前線の改札で、地下2階にある。東改札と同じような作りとなっているが、難波の中心部から外れた位置にある改札なので、東改札とは対照的に閑散としている。大阪難波駅と四つ橋線との乗り換えや、千日前線との最寄りの改札になっている。
北改札
湊町・南堀江方面などの最寄りとなる四つ橋線の改札で、地下1階にある。大阪シティエアターミナル、JR難波駅などとの最寄りの改札ともなっている。
南改札
大阪府立体育会館などの最寄りとなる四つ橋線の改札で、地下1階にある。四つ橋線と南海難波駅や高島屋大阪店などの最寄りの改札でもあるが、地下通路はなく、地上を経由する必要がある。改札の近くに大阪メトロのお忘れ物センターがある。

### お手洗
トイレは南南（南北）・北西（北東）・西・北・南改札内にある。

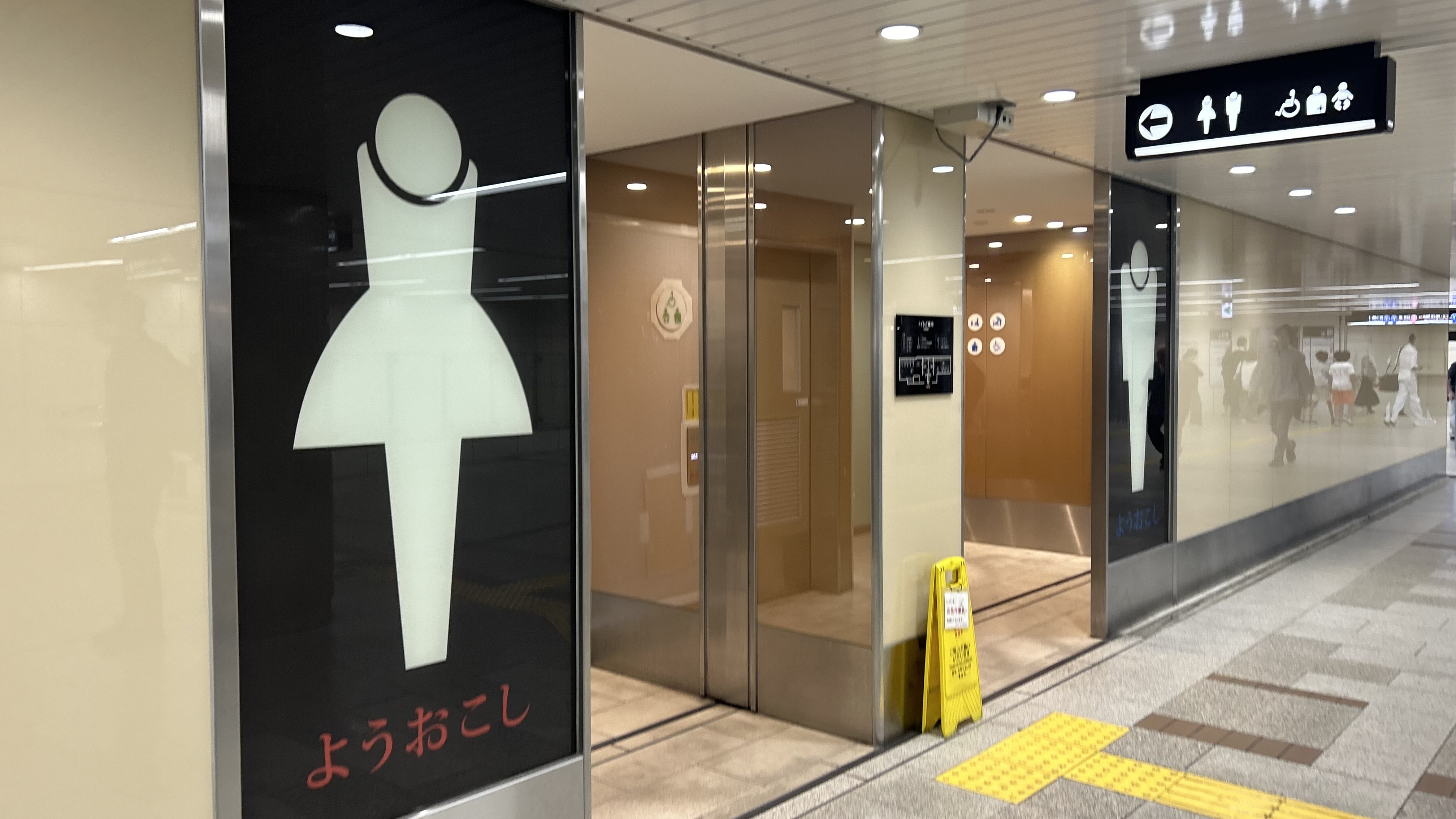
南南（南北）改札内トイレ
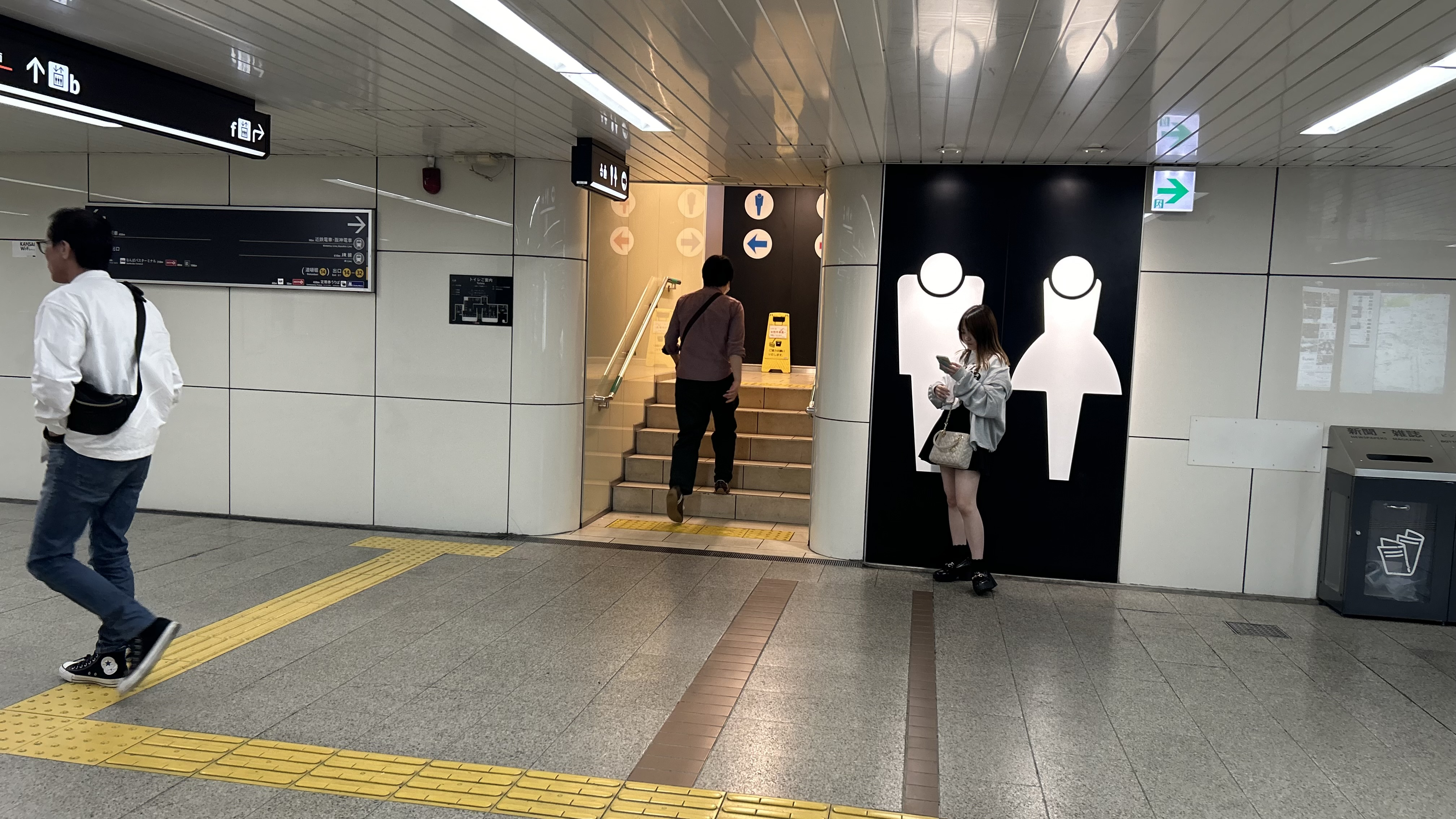
北西（北東）改札内トイレ
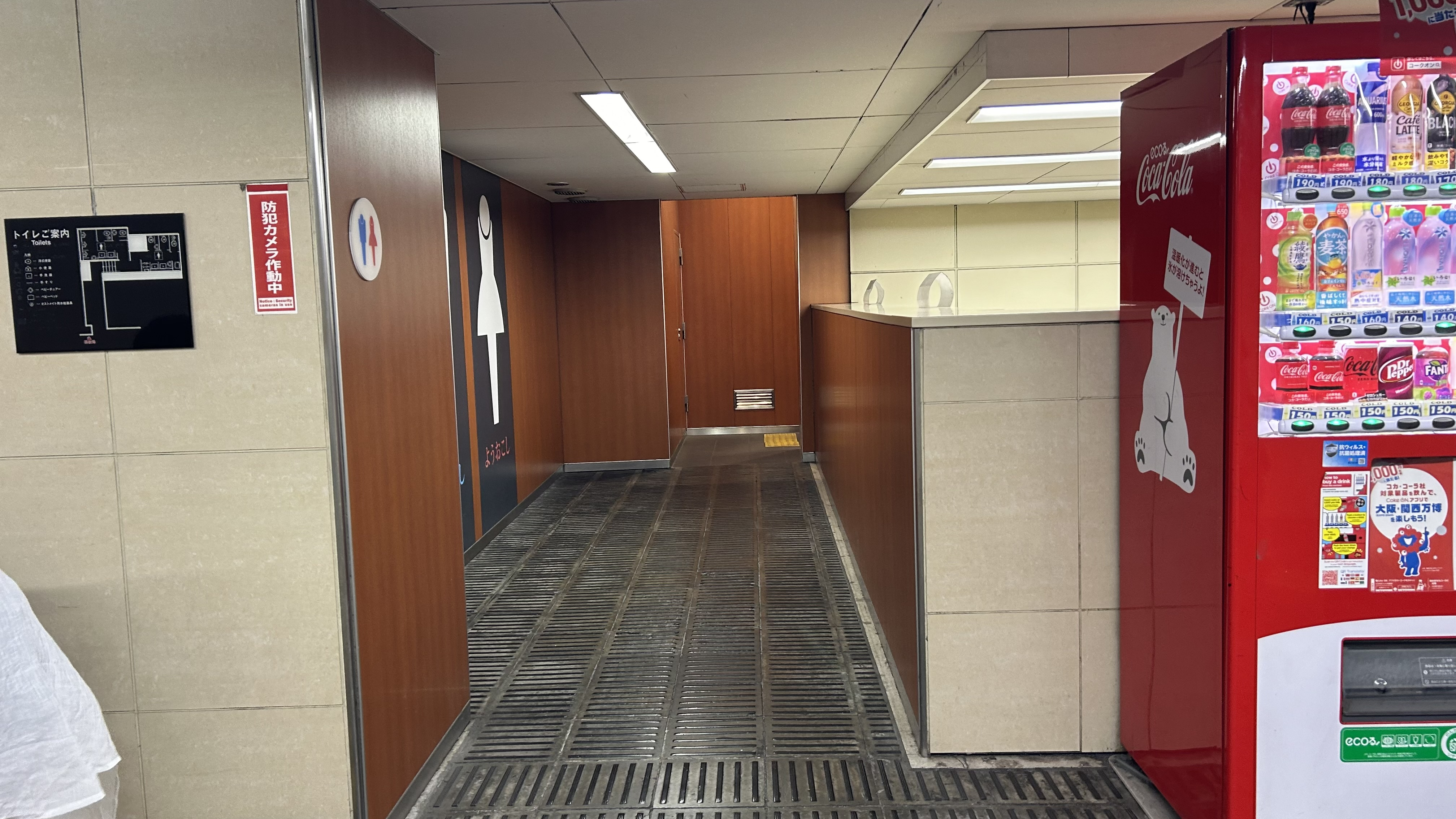
西改札内トイレ
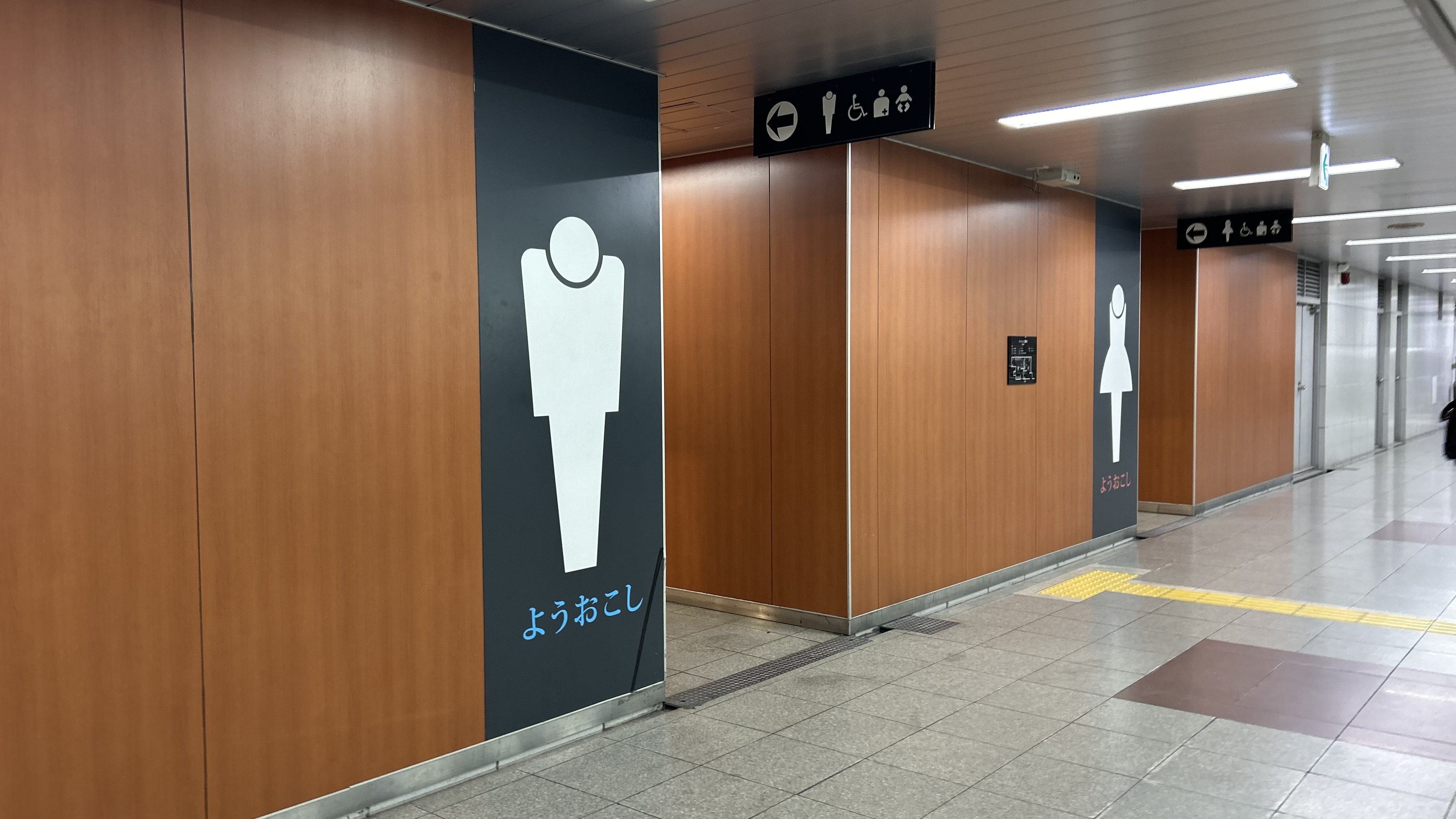
北改札内トイレ
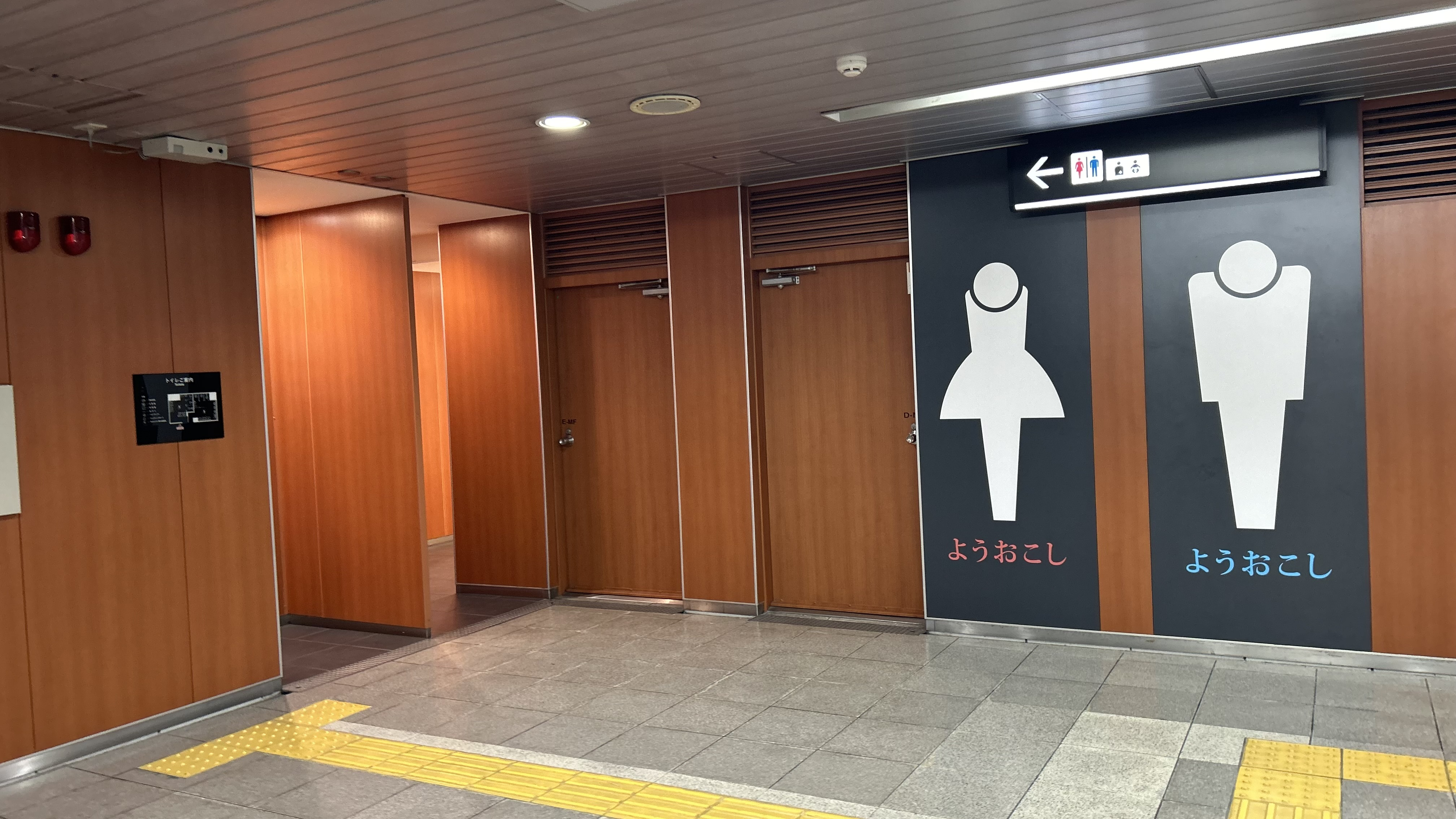
南改札内トイレ

### 出口
出口は合計で36箇所ある。 これは大阪メトロの中で一番多い。

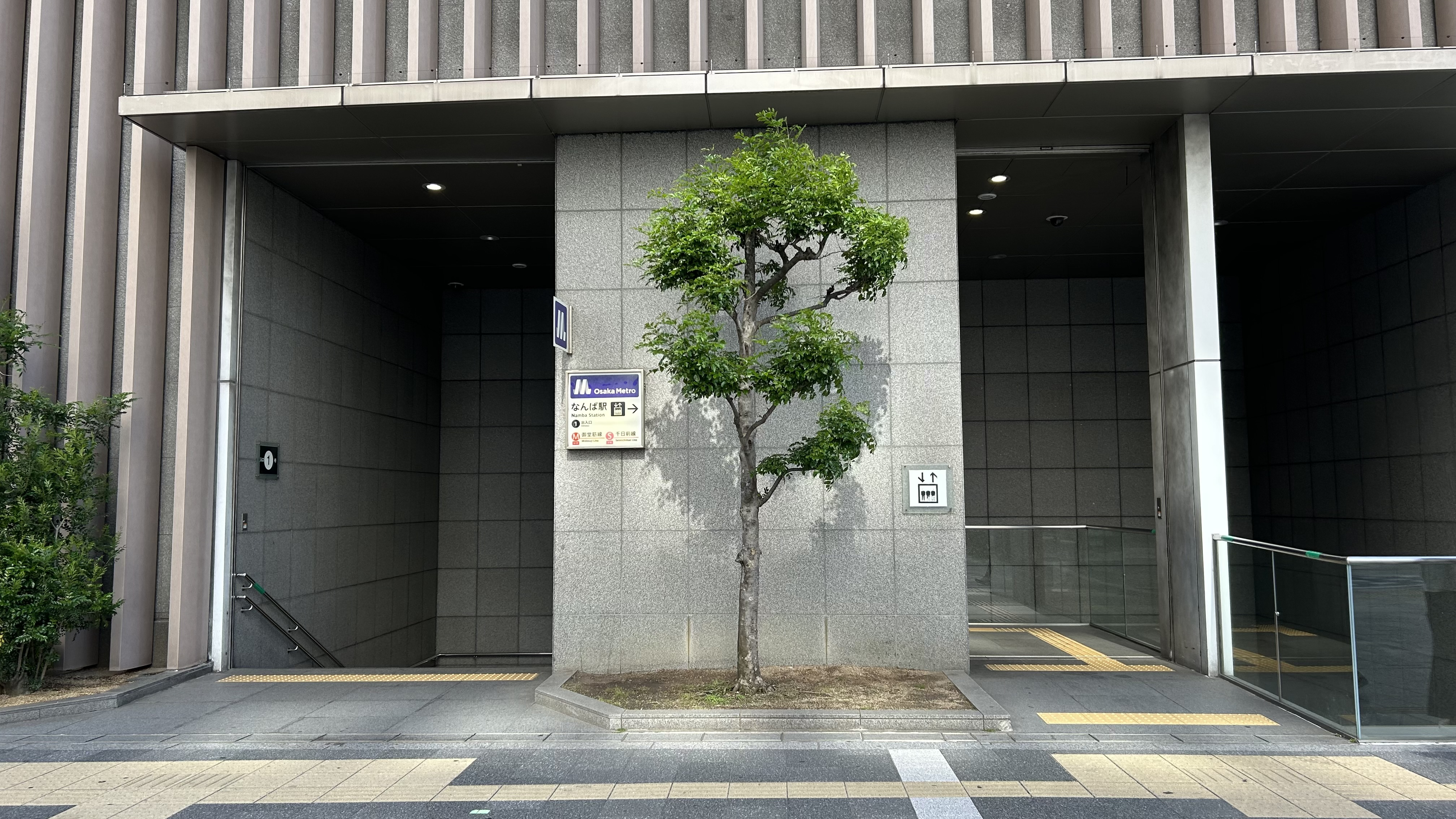
1号出入口
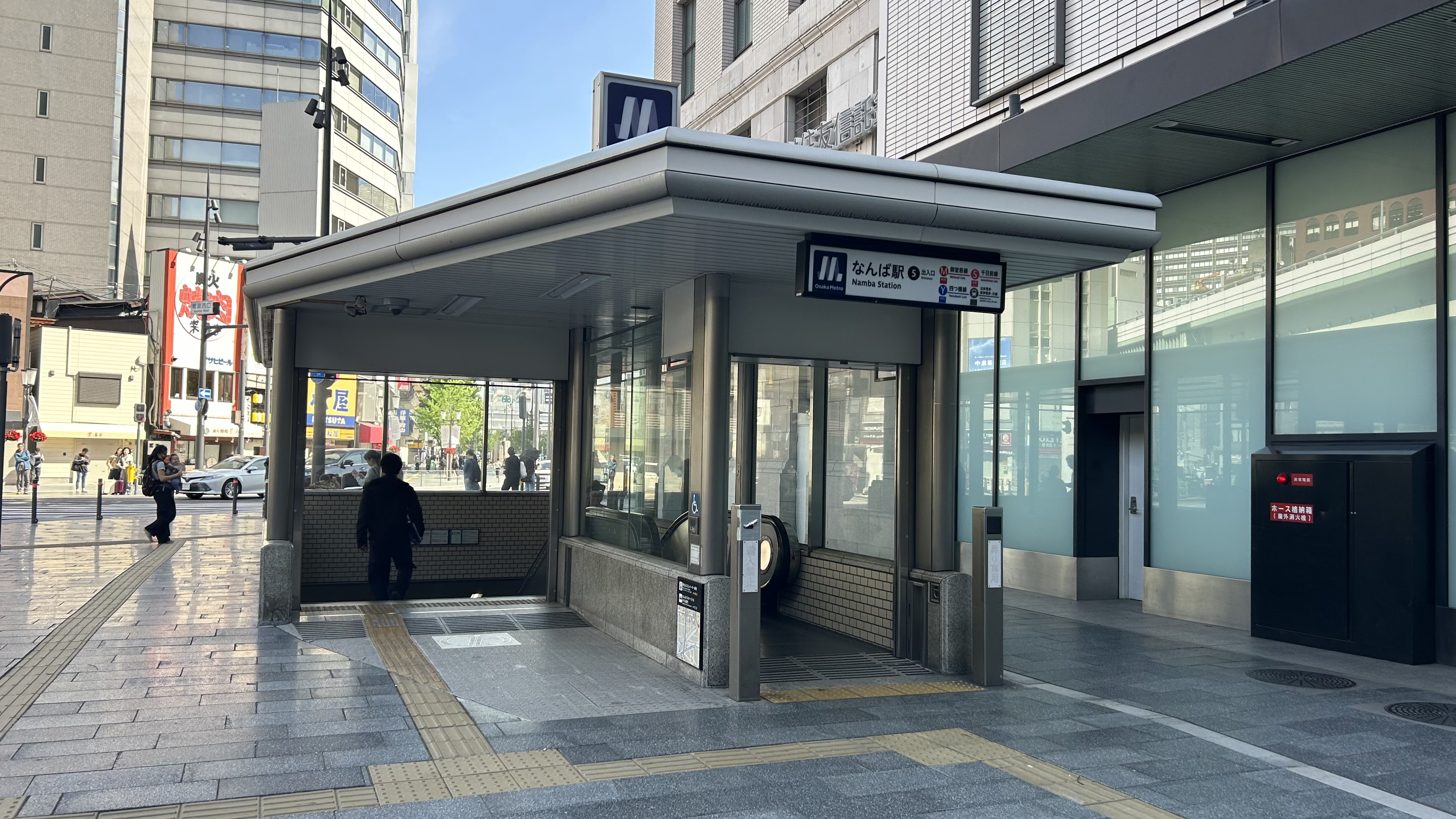
5号出入口
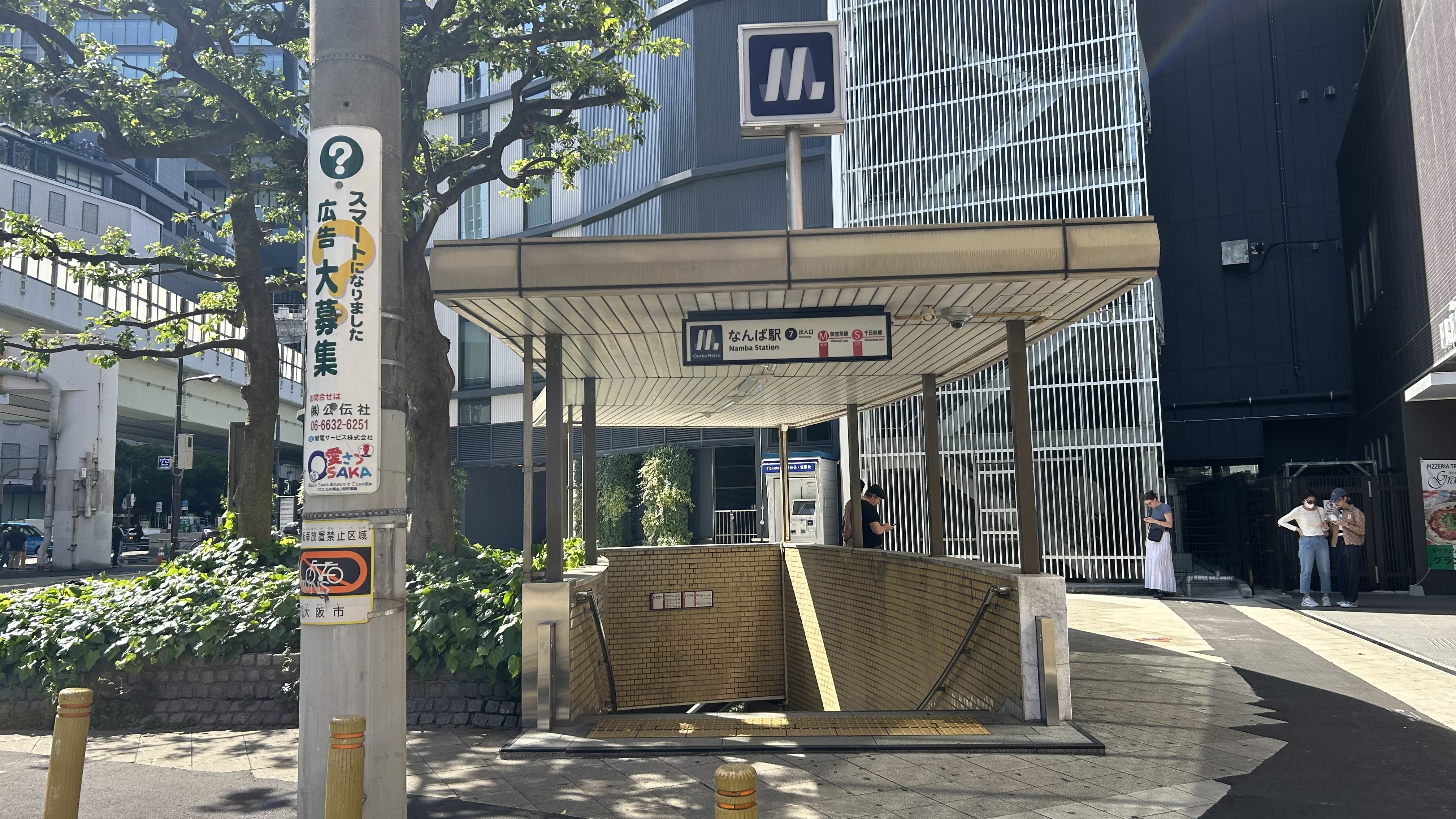
7号出入口
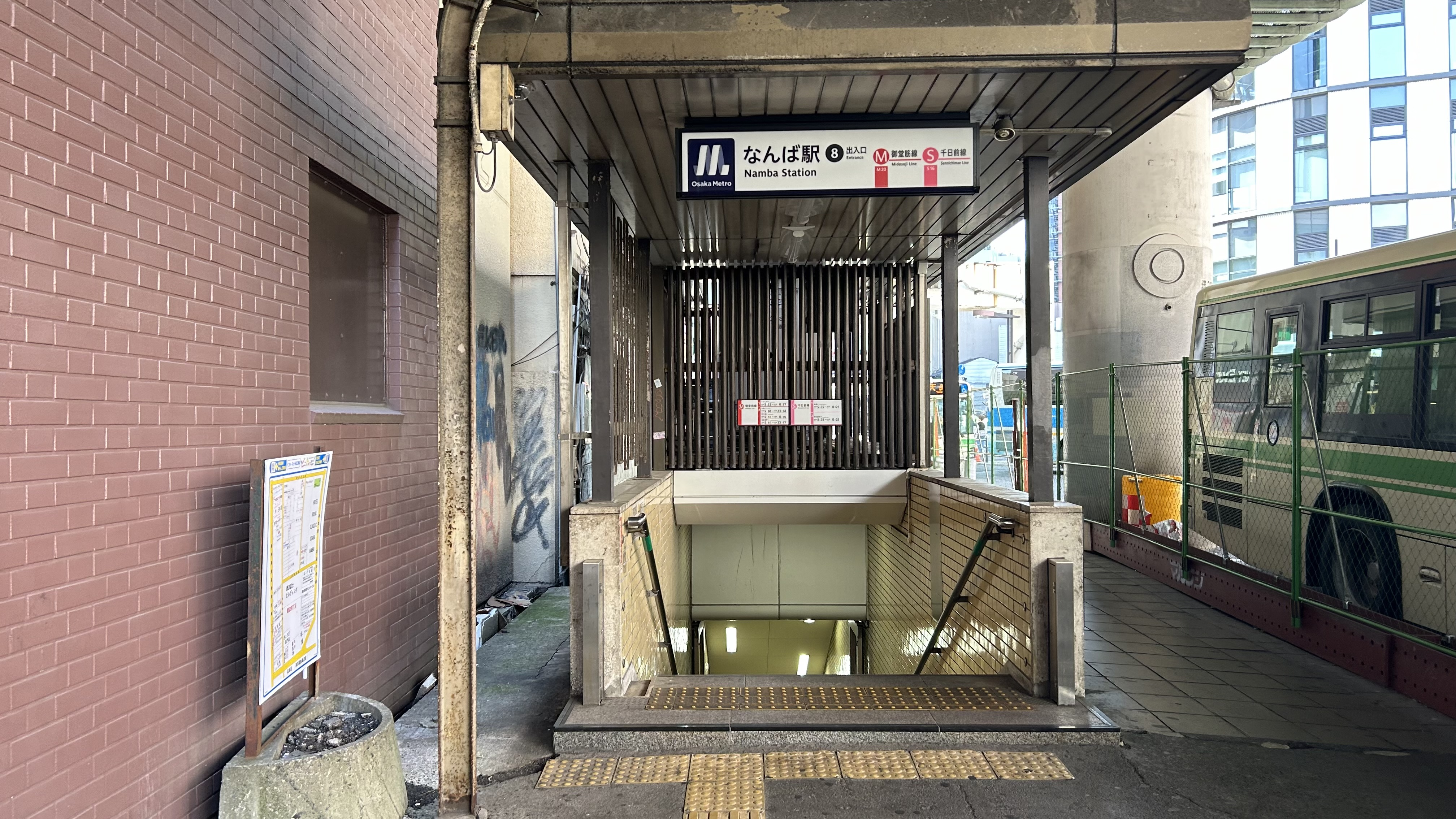
8号出入口
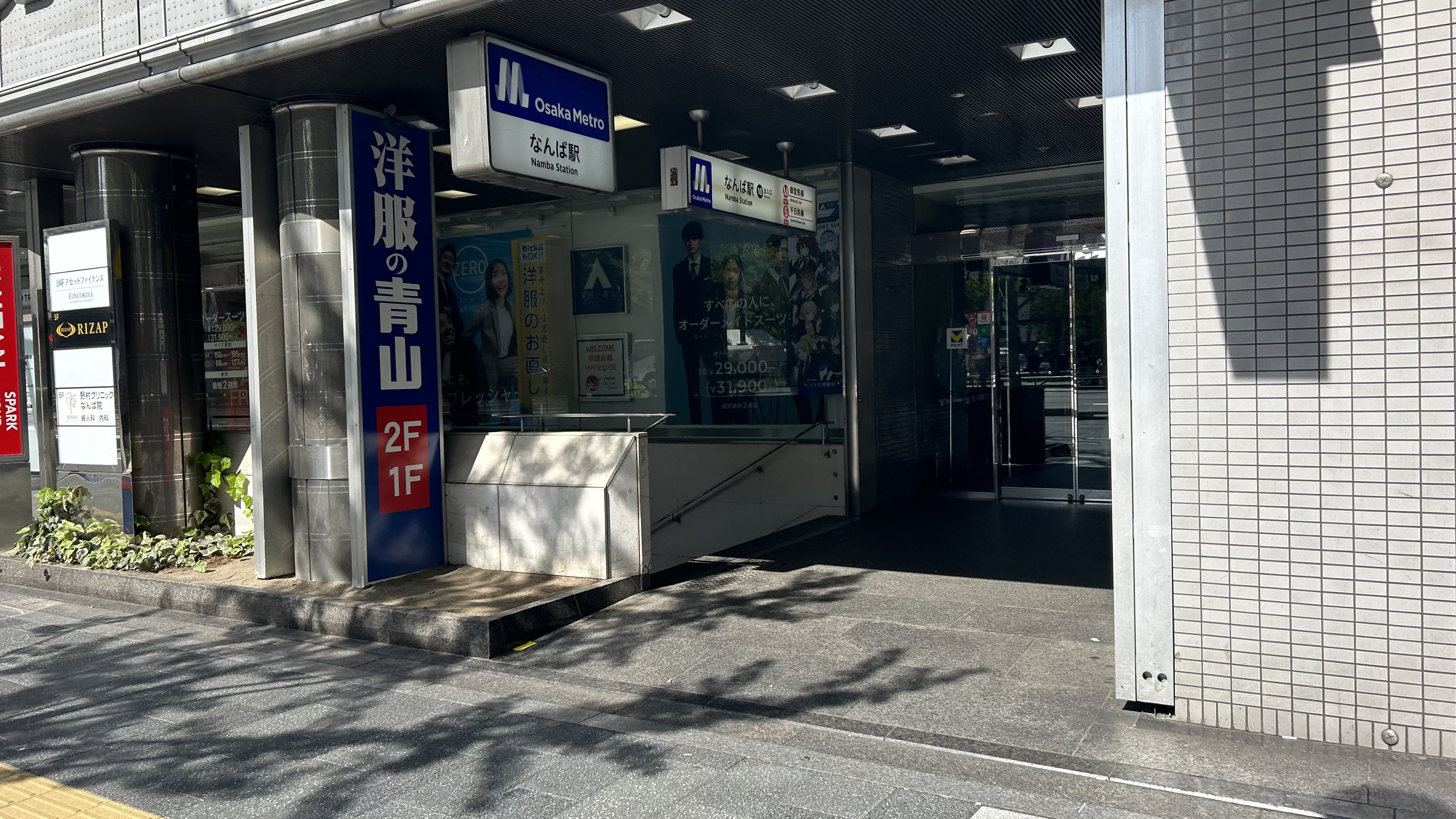
10号出入口
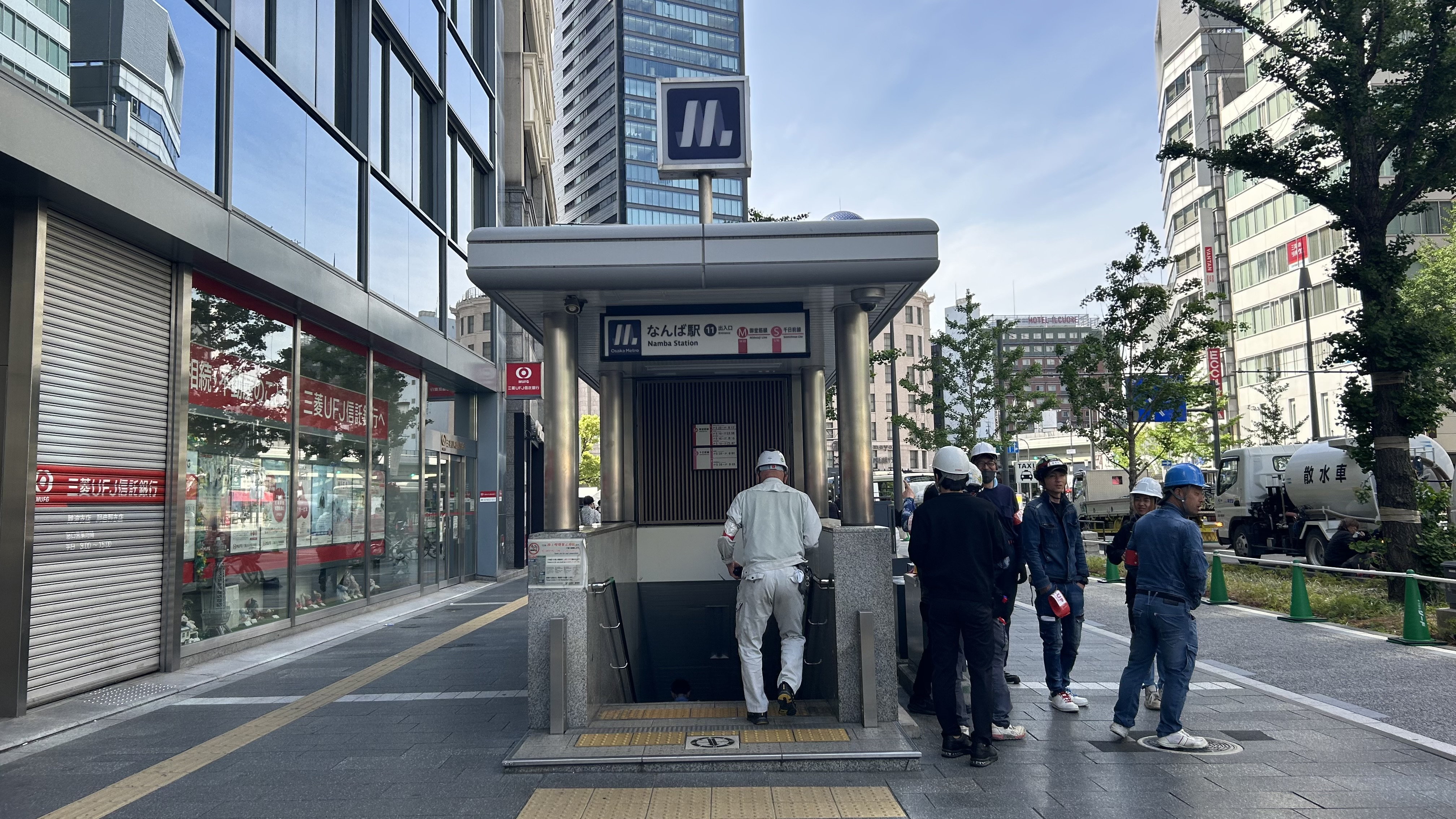
11号出入口
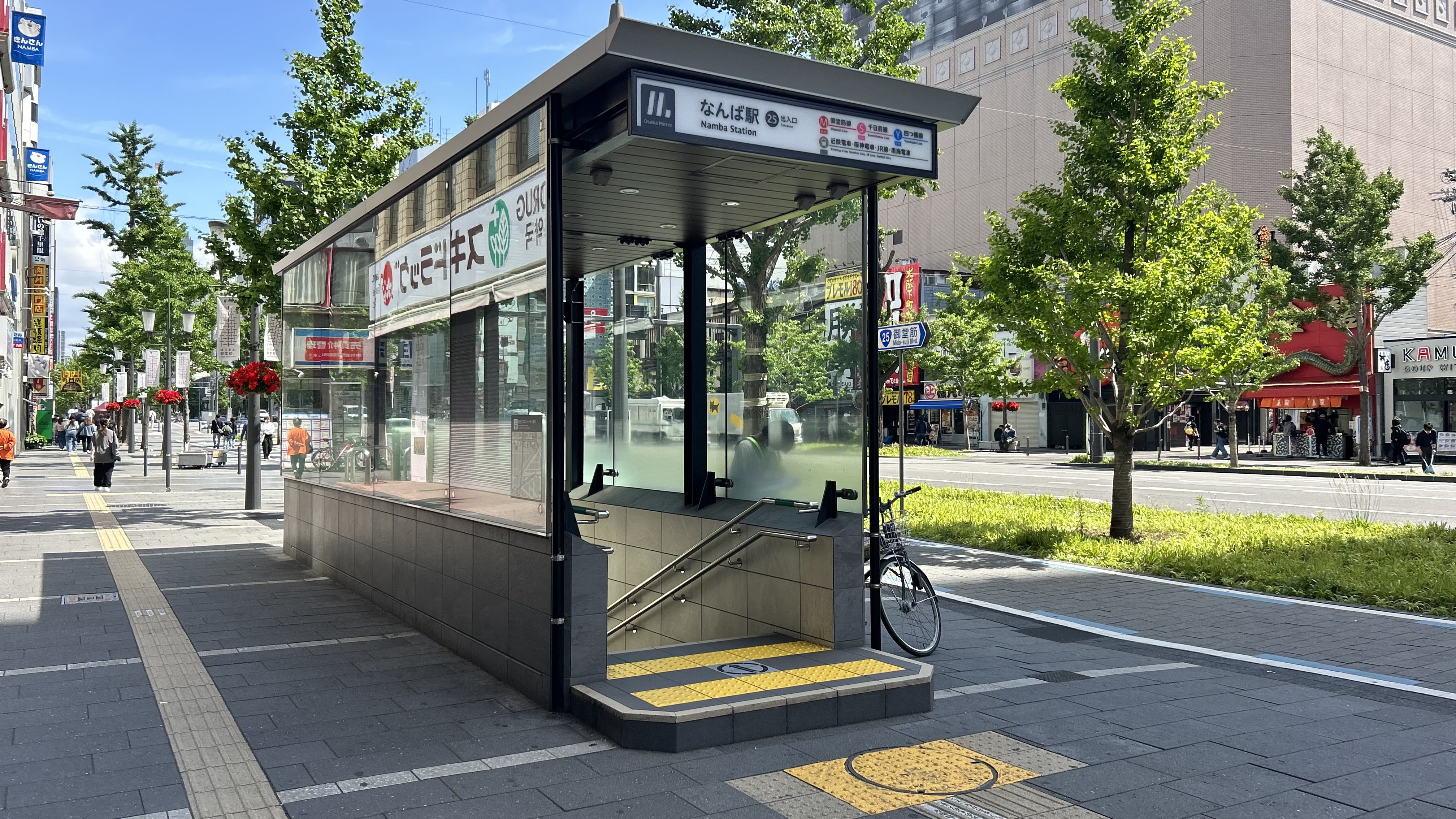
14号出入口
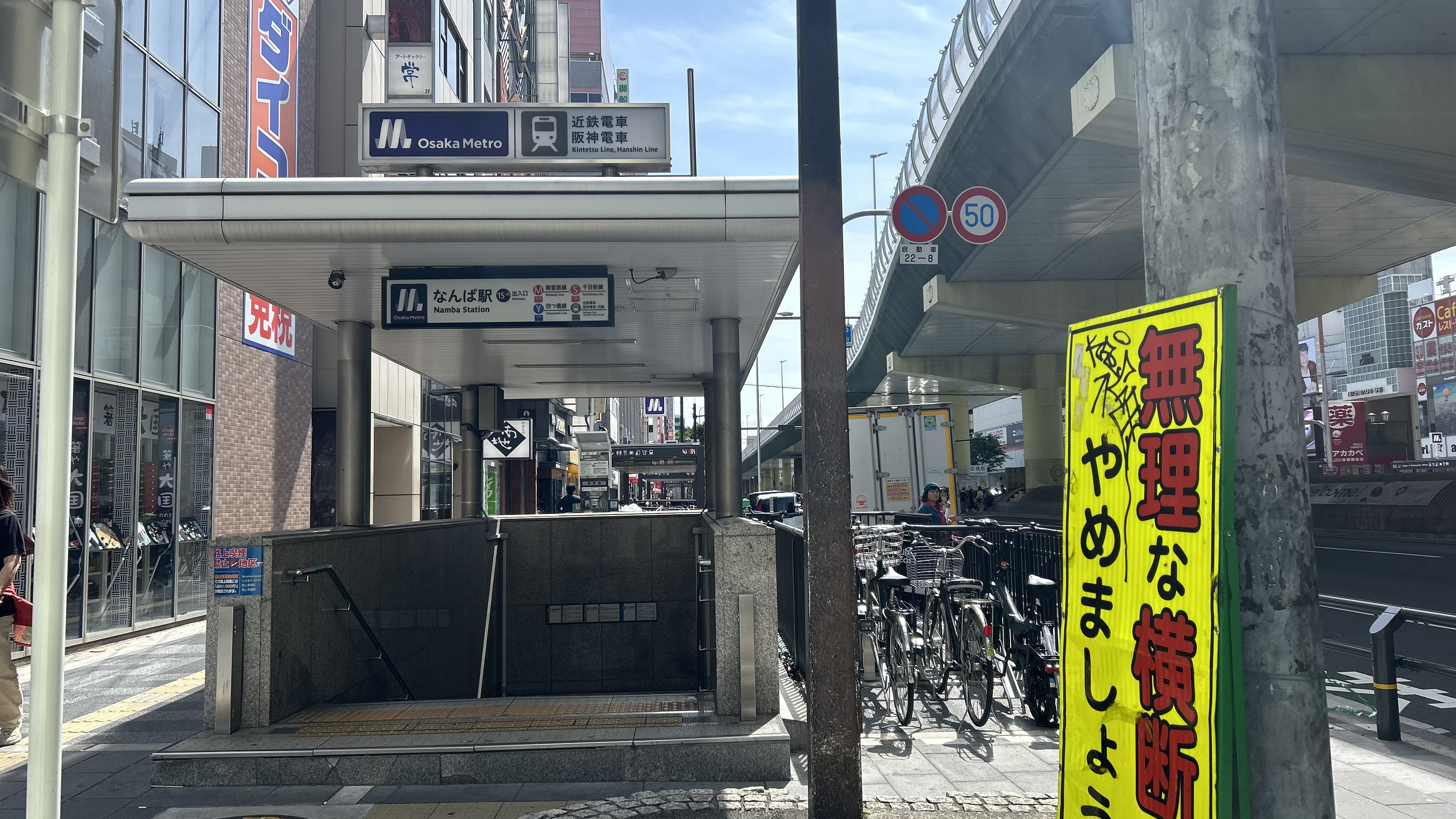
15A出入口
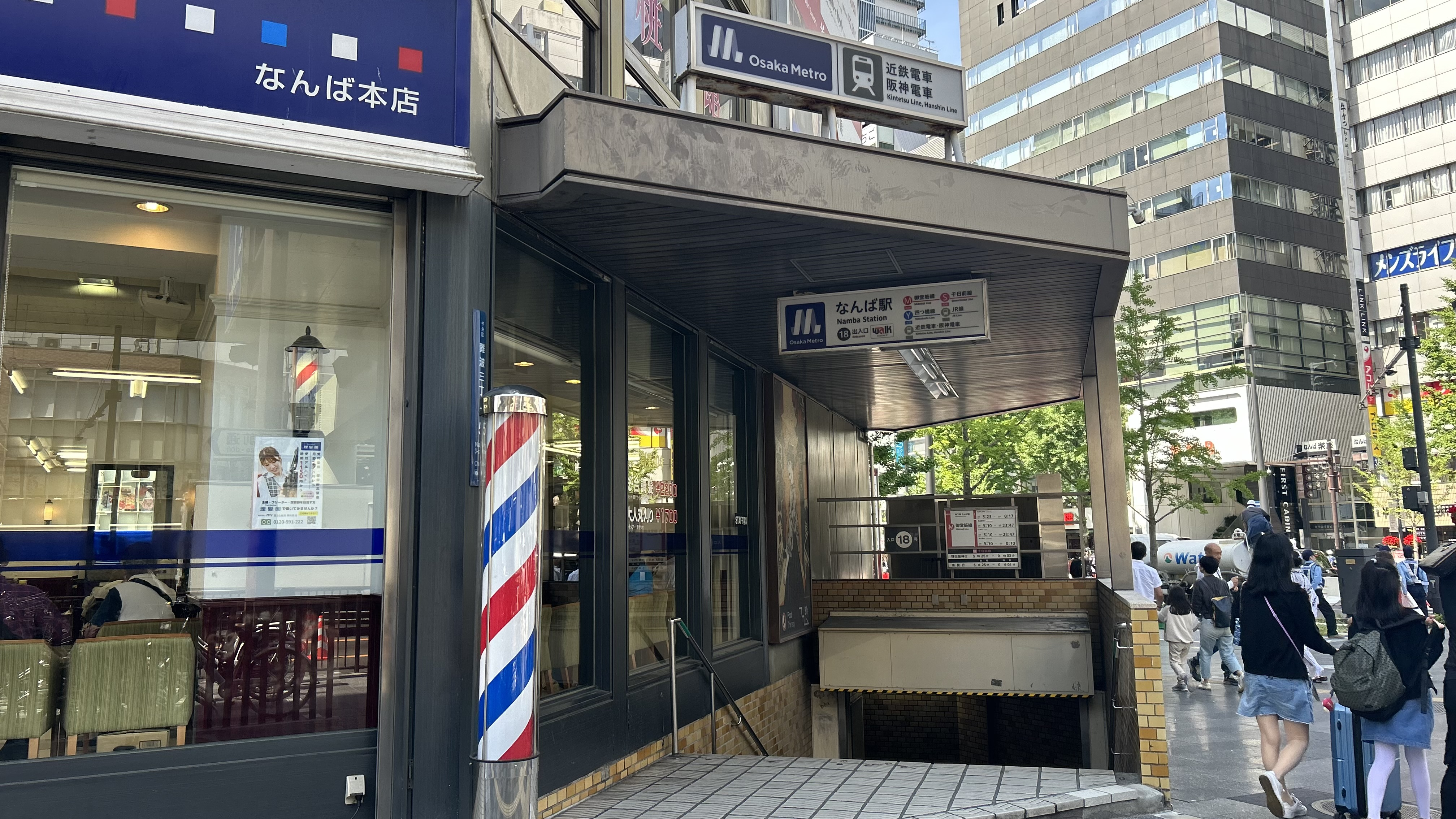
18号出入口
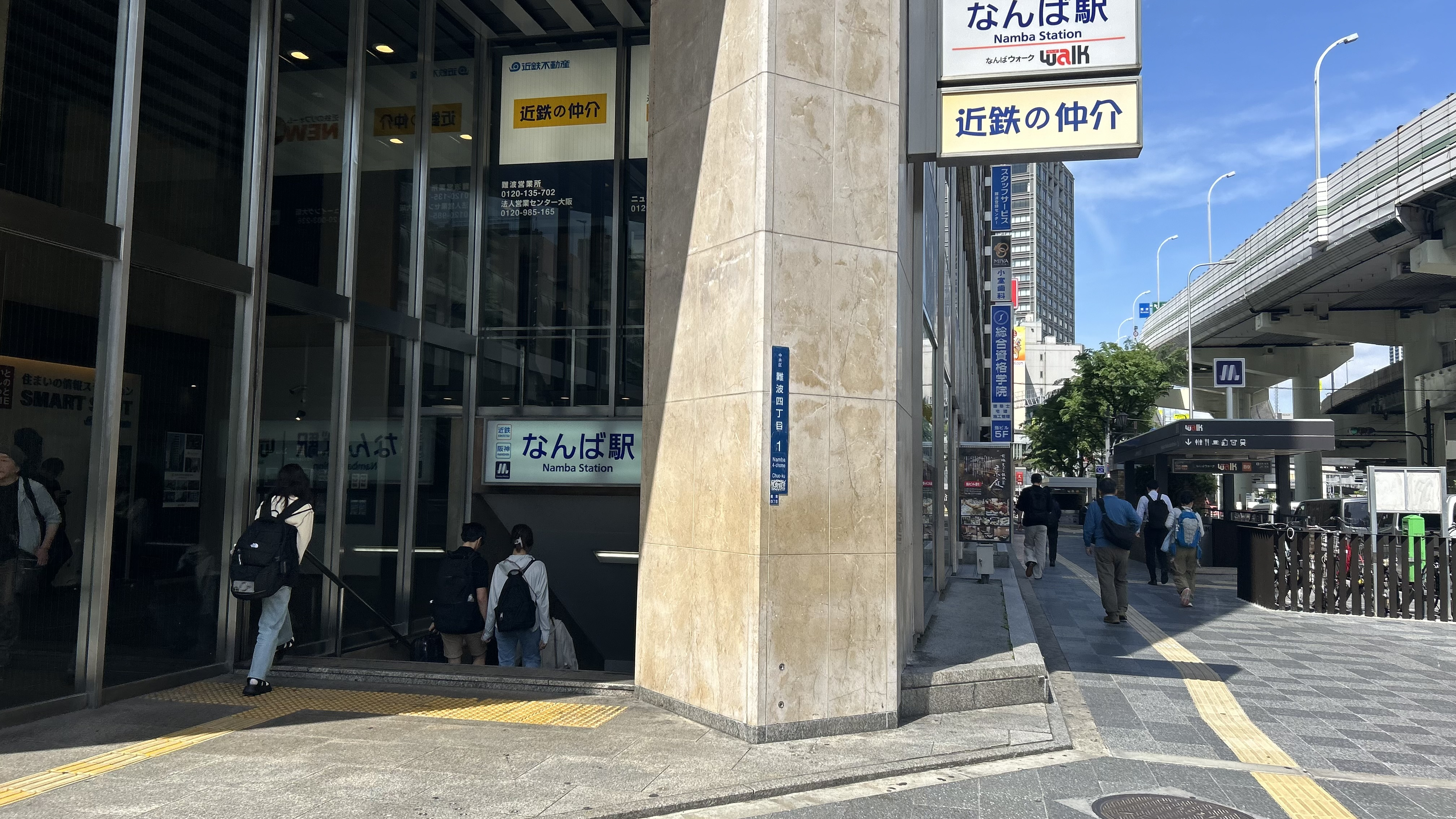
21号出入口
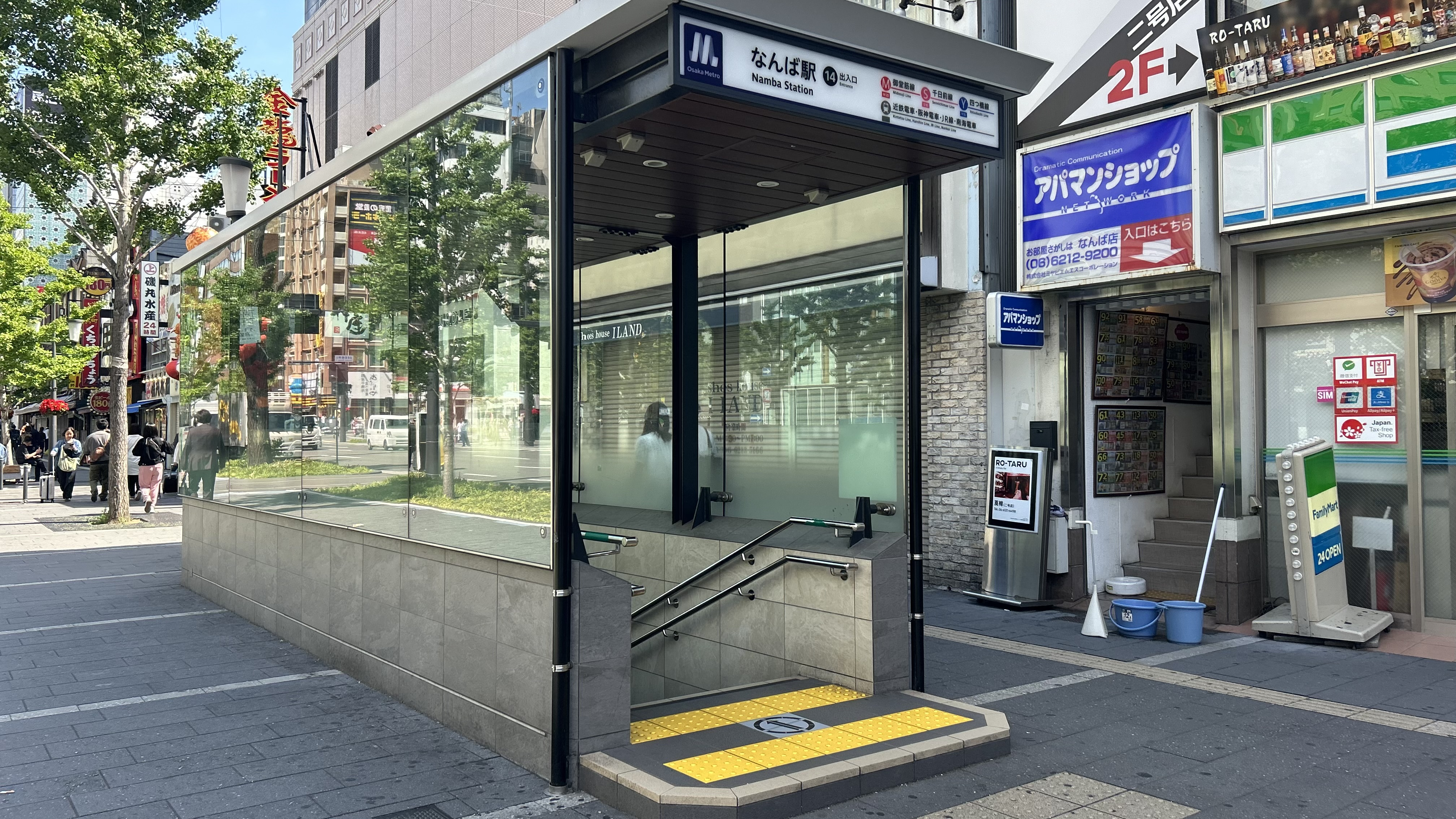
25号出入口
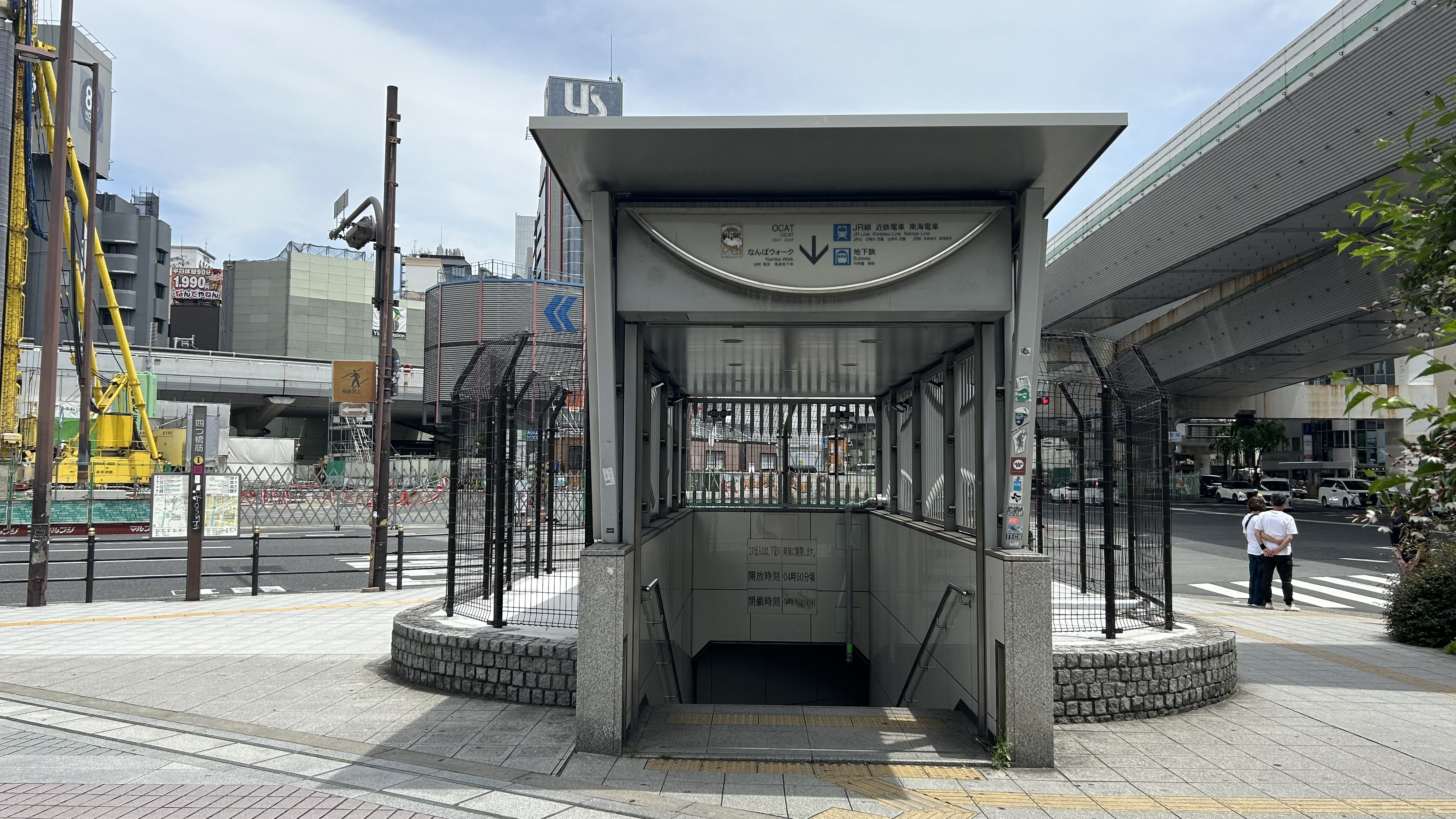
26A出入口
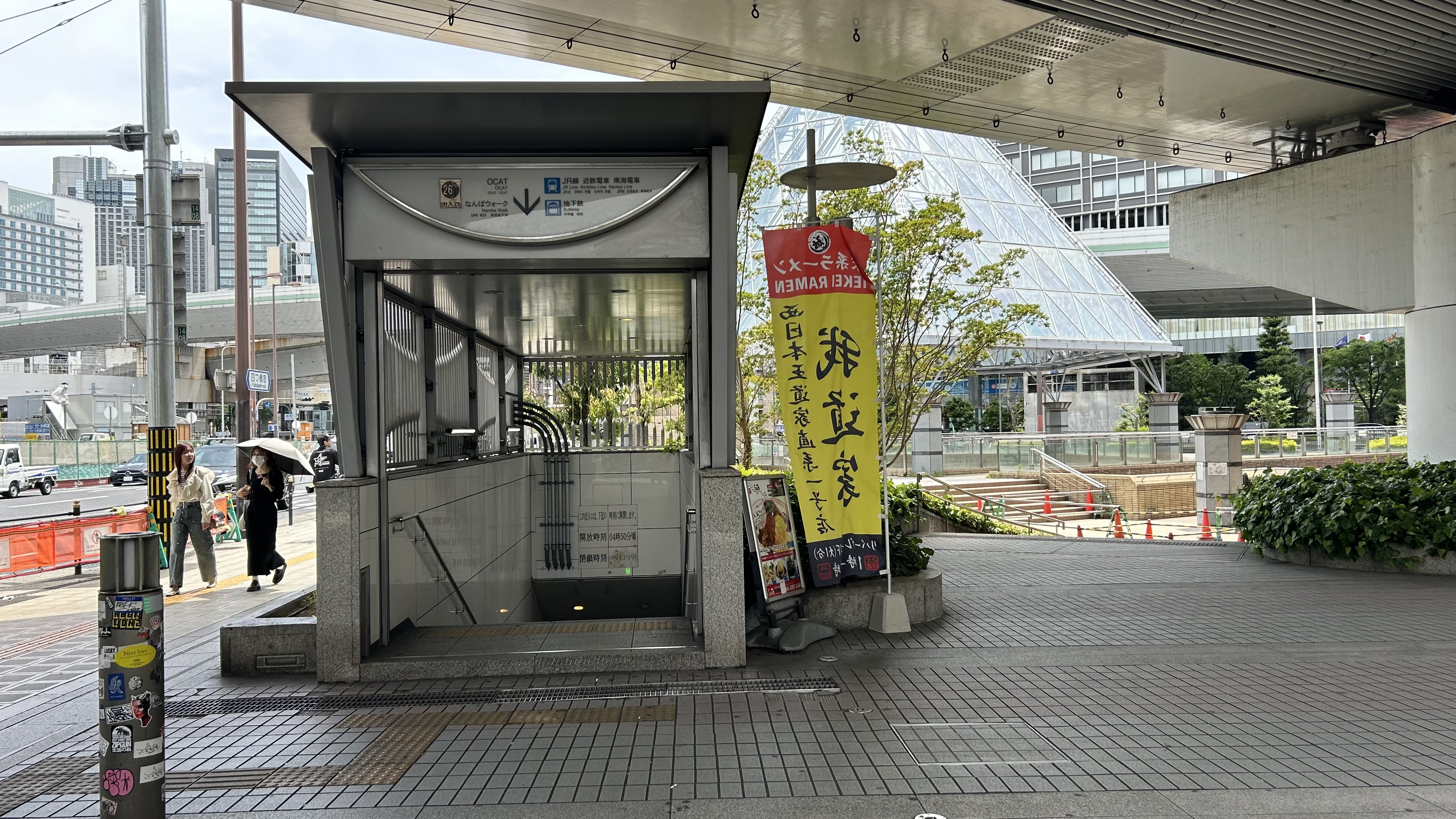
26C出入口
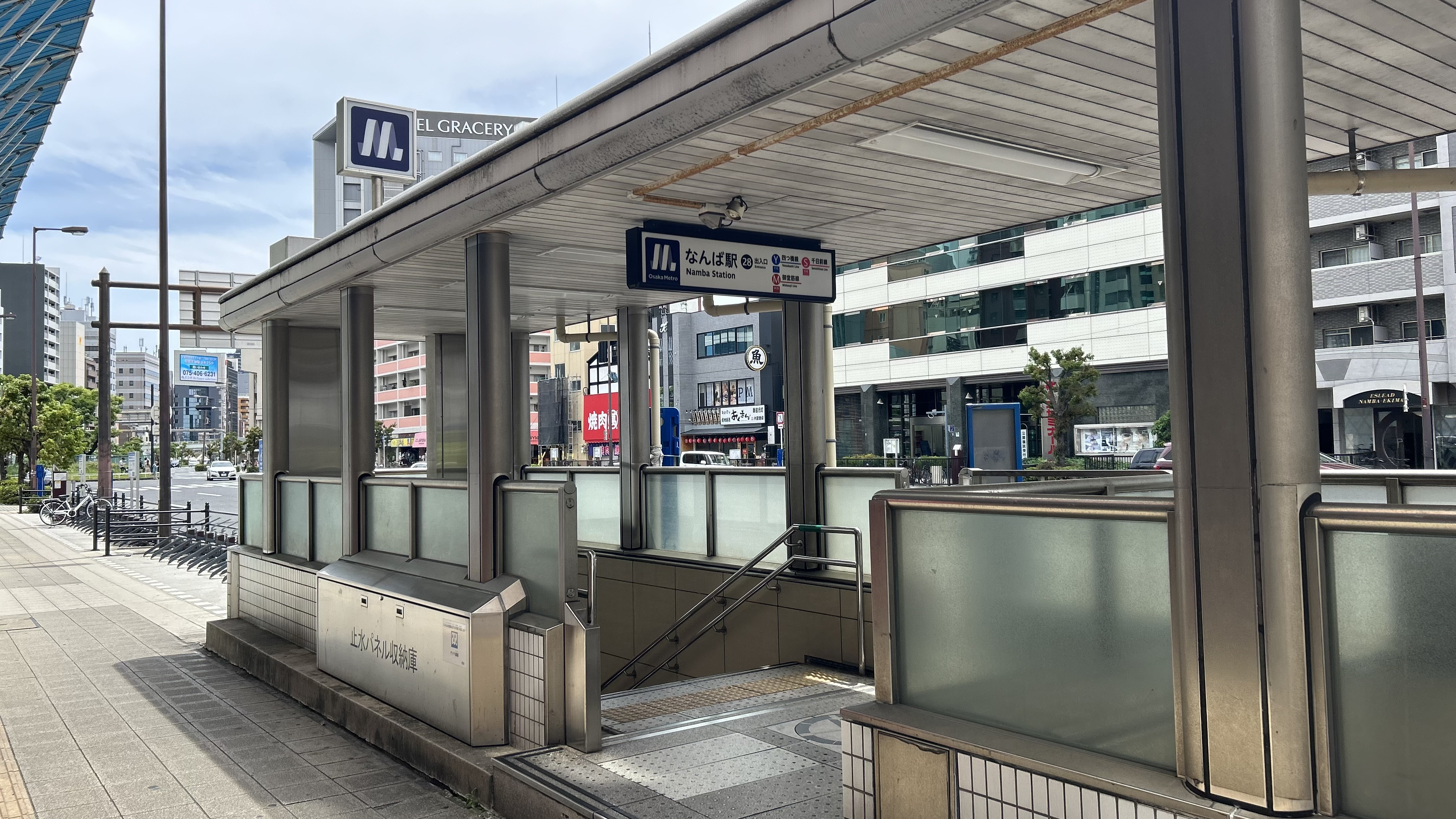
28号出入口
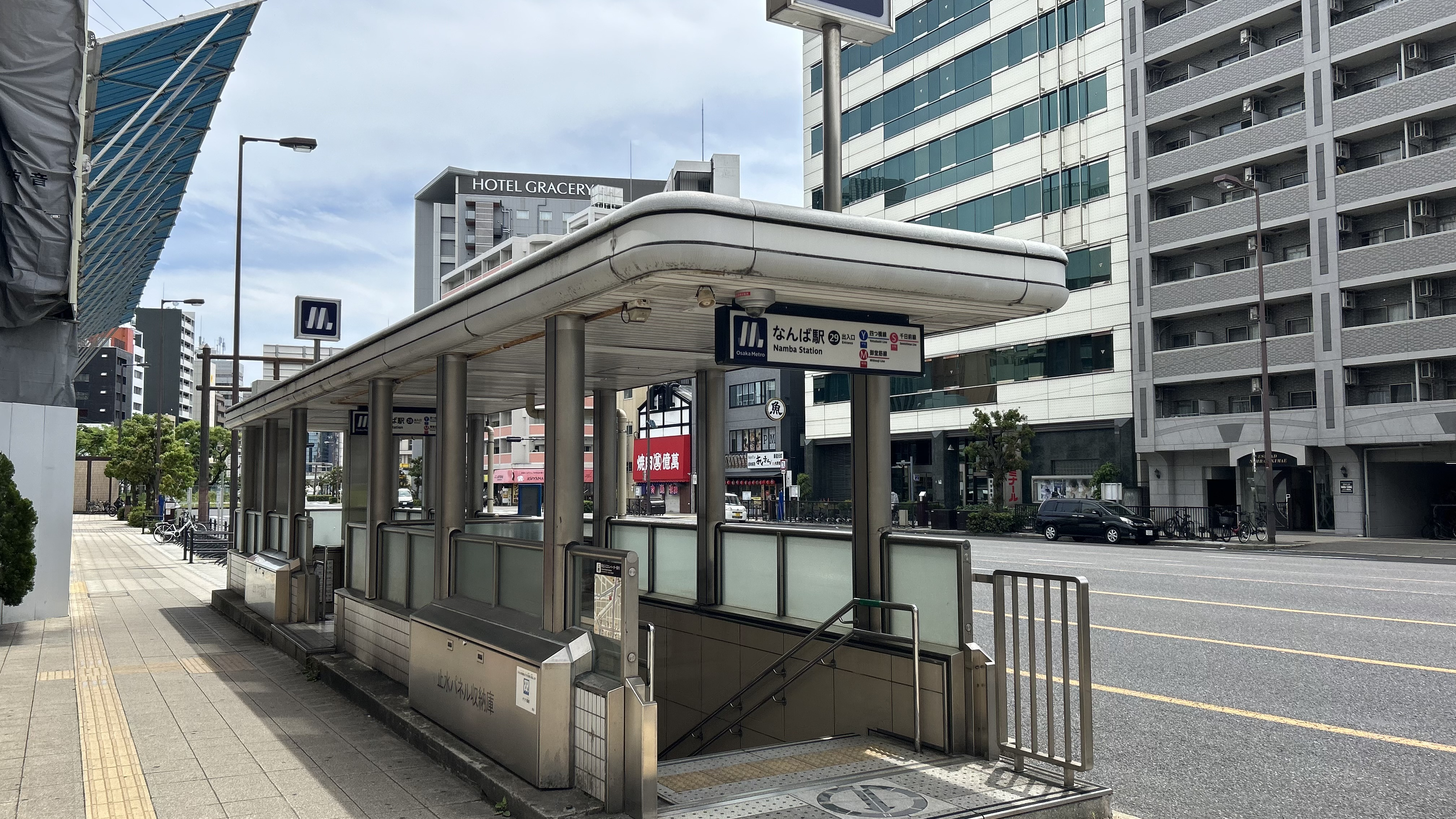
29号出入口
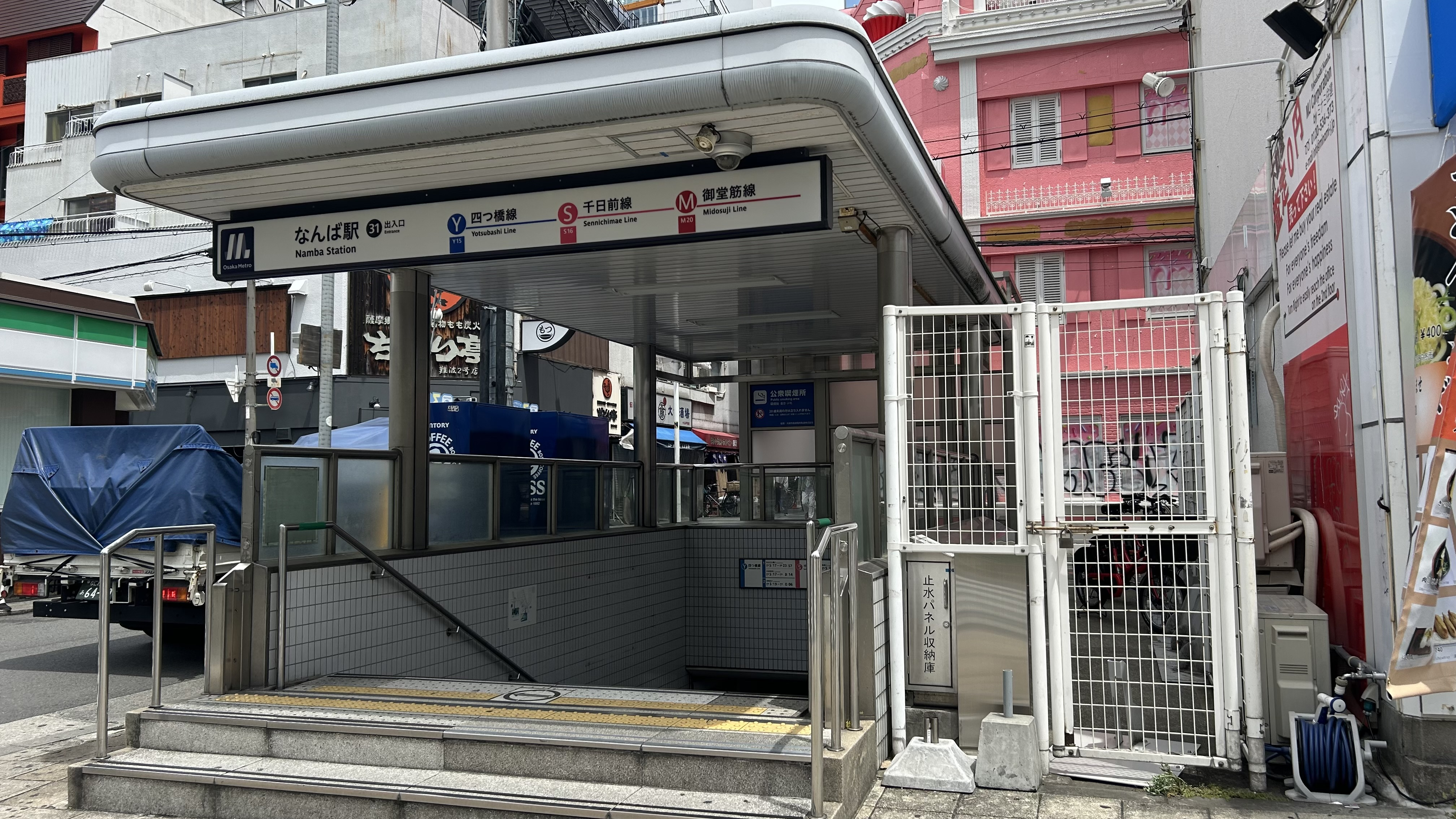
31号出入口
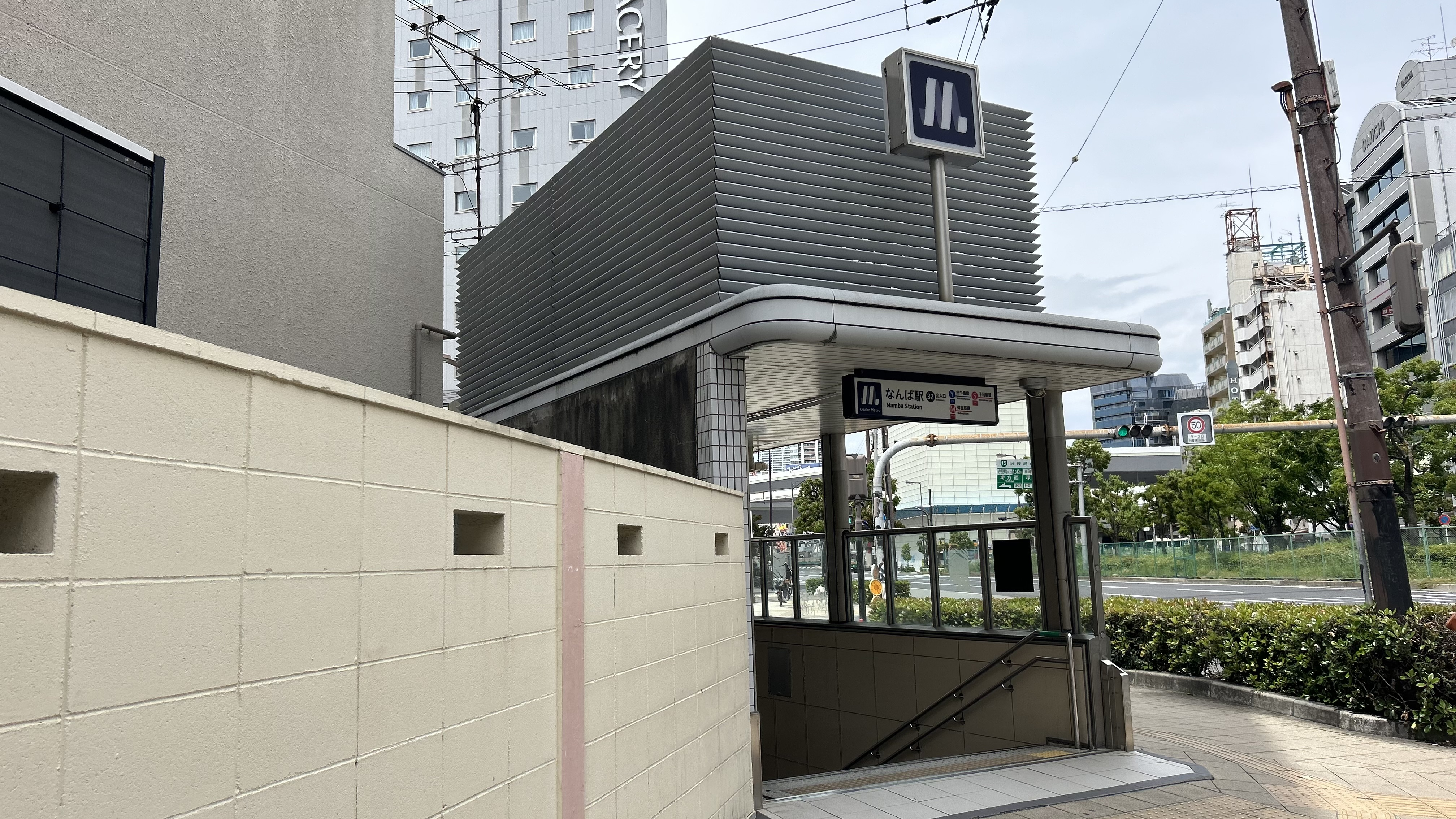
32号出入口

| 出口番号 | 出口周辺                                                     | 接続改札          | 最寄りの路線      | 備考                   |
| -------- | ------------------------------------------------------------ | ----------------- | ----------------- | ---------------------- |
| 1        |                                                              | 南南改札 南北改札 | 御堂筋線          | エレベーターあり       |
| 2        | NAMBAなんなん                                                | 南南改札 南北改札 | 御堂筋線          |                        |
| 3        | NAMBAなんなん                                                | 南南改札 南北改札 | 御堂筋線          |                        |
| 4        | 南海電車・高島屋・なんばCITY・なんばパークス                 | 南南改札 南北改札 | 御堂筋線          |                        |
| 5        | 大阪府立体育会館（エディオンアリーナ大阪）                   | 南南改札 南北改札 | 御堂筋線          |                        |
| 6        | Osaka Metro なんばビル                                       | 南南改札 南北改札 | 御堂筋線          |                        |
| 7        |                                                              | 南南改札 南北改札 | 御堂筋線          |                        |
| 8        |                                                              | 南南改札 南北改札 | 御堂筋線          |                        |
| 9        | コックドールビル                                             | 南南改札 南北改札 | 御堂筋線          |                        |
| 10       | なんば御堂筋センタービル                                     | 南南改札 南北改札 | 御堂筋線          |                        |
| 11       | 旧市立精華小学校                                             | 中改札            | 御堂筋線          | ekimo-nanba内にある    |
| 12       |                                                              | 中改札            | 御堂筋線          | エレベーターあり       |
| 13       |                                                              | 中改札            | 御堂筋線          | エレベーターあり       |
| 14       | 水かけ不動(法善寺)                                           | 北西改札 北東改札 | 御堂筋線 千日前線 |                        |
| 15A      |                                                              | 北西改札 北東改札 | 御堂筋線 千日前線 |                        |
| 15B      | なんばヒップス連絡通路                                       | 北西改札 北東改札 | 御堂筋線 千日前線 | エレベーターあり       |
| 16       | なんばウォーク                                               | 北西改札 北東改札 | 御堂筋線 千日前線 |                        |
| 17       | なんばウォーク                                               | 北西改札 北東改札 | 御堂筋線 千日前線 |                        |
| 18       |                                                              | 北西改札 北東改札 | 御堂筋線 千日前線 |                        |
| 19       |                                                              | 北西改札 北東改札 | 御堂筋線 千日前線 |                        |
| 20       |                                                              | 北西改札 北東改札 | 御堂筋線 千日前線 |                        |
| 21       |                                                              | 北西改札 北東改札 | 御堂筋線 千日前線 |                        |
| 22       | なんばウォーク                                               | 北西改札 北東改札 | 御堂筋線 千日前線 |                        |
| 23       | なんばウォーク                                               | 北西改札 北東改札 | 御堂筋線 千日前線 |                        |
| 24       | 御堂筋グランドビル                                           | 北西改札 北東改札 | 御堂筋線 千日前線 |                        |
| 25       | 大韓民国総領事館                                             | 北西改札 北東改札 | 御堂筋線 千日前線 | エレベーターあり       |
| 26A      |                                                              | 北改札            | 千日前線 四つ橋線 |                        |
| 26B      | 湊町リバープレイス・FM大阪                                   | 北改札            | 千日前線 四つ橋線 |                        |
| 26C      | 湊町船着場                                                   | 北改札            | 千日前線 四つ橋線 |                        |
| 26D      | 道頓堀・大韓民国総領事館                                     | 北改札            | 千日前線 四つ橋線 | 2032年3月末まで閉鎖    |
| 27       | 近鉄電車・阪神電車・なんばウォーク                           | 北改札            | 千日前線 四つ橋線 |                        |
| 28       |                                                              | 北改札            | 千日前線 四つ橋線 | 利用可能時間 4:50-終電 |
| 29       |                                                              | 北改札            | 千日前線 四つ橋線 | 利用可能時間 4:50-終電 |
| 30       | マルイト難波ビル連絡通路                                     | 北改札            | 千日前線 四つ橋線 |                        |
| 31       | 南海電車・大阪府立体育会館（エディオンアリーナ大阪）・高島屋 | 南改札            | 四つ橋線          | 利用可能時間 4:50-終電 |
| 32       | 浪速消防署                                                   | 南改札            | 四つ橋線          | 利用可能時間 4:50-終電 |

- 1号出入口
- 5号出入口
- 7号出入口
- 8号出入口
- 10号出入口
- 11号出入口
- 14号出入口
- 15A出入口
- 18号出入口
- 21号出入口
- 25号出入口
- 26A出入口
- 26C出入口
- 28号出入口
- 29号出入口
- 31号出入口
- 32号出入口

## 利用状況
2024年11月12日の1日乗降人員は346,418人（乗車人員：170,173人、降車人員：176,245人）である。大阪市高速電気軌道、御堂筋線の駅の中では梅田駅に次ぐ第2位である。四つ橋線、千日前線、難波地区の駅では最も多い。
大阪ミナミの中心駅の一つであるが、バブル崩壊や並行する阪神なんば線の開業を機に乗降人員が大きく減少した。一時期は33万人程度まで落ち込み、横ばい傾向だったが、2014年以降は再び増加傾向にある。
各年度の特定日における利用状況は下表の通りである。なお1969・1995年度の記録については、それぞれ1970・1996年に行われた調査である（会計年度上、表中に記載の年度となる）。
1969年度までのデータは御堂筋線のみ。
| 年度               | 調査日   | 乗車人員 | 降車人員 | 乗降人員 | 出典          | 出典          |
| 年度               | 調査日   | 乗車人員 | 降車人員 | 乗降人員 | メトロ        | 大阪府        |
| ------------------ | -------- | -------- | -------- | -------- | ------------- | ------------- |
| 1966年（昭和41年） | 11月08日 | 134,861  | 132,338  | 267,199  |               | [ 大阪府 1 ]  |
| 1967年（昭和42年） | 11月14日 | 125,701  | 123,651  | 249,352  |               | [ 大阪府 2 ]  |
| 1968年（昭和43年） | 11月12日 | 129,106  | 123,835  | 252,941  |               | [ 大阪府 3 ]  |
| 1969年（昭和44年） | 01月27日 | 134,620  | 120,080  | 254,700  |               | [ 大阪府 4 ]  |
| 1970年（昭和45年） | 11月06日 | 187,525  | 185,329  | 372,854  |               | [ 大阪府 5 ]  |
| 1972年（昭和47年） | 11月14日 | 188,182  | 186,346  | 374,528  |               | [ 大阪府 6 ]  |
| 1975年（昭和50年） | 11月07日 | 199,978  | 197,689  | 397,667  |               | [ 大阪府 7 ]  |
| 1977年（昭和52年） | 11月18日 | 201,265  | 199,199  | 400,464  |               | [ 大阪府 8 ]  |
| 1981年（昭和56年） | 11月10日 | 226,034  | 224,554  | 450,588  |               | [ 大阪府 9 ]  |
| 1985年（昭和60年） | 11月12日 | 235,996  | 230,232  | 466,228  |               | [ 大阪府 10 ] |
| 1987年（昭和62年） | 11月10日 | 233,719  | 227,625  | 461,344  |               | [ 大阪府 11 ] |
| 1990年（平成02年） | 11月06日 | 233,150  | 237,180  | 470,330  |               | [ 大阪府 12 ] |
| 1995年（平成07年） | 02月15日 | 214,191  | 216,540  | 430,731  |               | [ 大阪府 13 ] |
| 1998年（平成10年） | 11月10日 | 199,148  | 197,741  | 396,889  |               | [ 大阪府 14 ] |
| 2007年（平成19年） | 11月13日 | 183,031  | 188,022  | 371,053  |               | [ 大阪府 15 ] |
| 2008年（平成20年） | 11月11日 | 179,192  | 182,833  | 362,025  |               | [ 大阪府 16 ] |
| 2009年（平成21年） | 11月10日 | 167,736  | 175,299  | 343,035  |               | [ 大阪府 17 ] |
| 2010年（平成22年） | 11月09日 | 165,065  | 169,558  | 334,623  |               | [ 大阪府 18 ] |
| 2011年（平成23年） | 11月08日 | 163,480  | 167,710  | 331,190  |               | [ 大阪府 19 ] |
| 2012年（平成24年） | 11月13日 | 162,166  | 168,360  | 330,526  |               | [ 大阪府 20 ] |
| 2013年（平成25年） | 11月19日 | 163,726  | 168,256  | 331,982  | [ メトロ 1 ]  | [ 大阪府 21 ] |
| 2014年（平成26年） | 11月11日 | 169,024  | 174,112  | 343,136  | [ メトロ 2 ]  | [ 大阪府 22 ] |
| 2015年（平成27年） | 11月17日 | 172,834  | 182,147  | 354,981  | [ メトロ 3 ]  | [ 大阪府 23 ] |
| 2016年（平成28年） | 11月08日 | 167,771  | 175,245  | 343,016  | [ メトロ 4 ]  | [ 大阪府 24 ] |
| 2017年（平成29年） | 11月14日 | 173,746  | 179,144  | 352,890  | [ メトロ 5 ]  | [ 大阪府 25 ] |
| 2018年（平成30年） | 11月13日 | 176,554  | 182,070  | 358,624  | [ メトロ 6 ]  | [ 大阪府 26 ] |
| 2019年（令和元年） | 11月12日 | 178,383  | 184,530  | 362,913  | [ メトロ 7 ]  | [ 大阪府 27 ] |
| 2020年（令和02年） | 11月10日 | 133,492  | 137,358  | 270,850  | [ メトロ 8 ]  | [ 大阪府 28 ] |
| 2021年（令和03年） | 11月16日 | 132,318  | 135,885  | 268,203  | [ メトロ 9 ]  | [ 大阪府 29 ] |
| 2022年（令和04年） | 11月15日 | 146,997  | 151,806  | 298,803  | [ メトロ 10 ] | [ 大阪府 30 ] |
| 2023年（令和05年） | 11月07日 | 160,939  | 167,064  | 328,003  | [ メトロ 11 ] | [ 大阪府 31 ] |
| 2024年（令和06年） | 11月12日 | 170,173  | 176,245  | 346,418  | [ メトロ 12 ] |               |

### 1998年度までの路線別データ
1998年調査までの路線別データによると、どの年度においても御堂筋線側に乗降客が集中しているほか、駅統合後最初の調査である1970年調査を除き四つ橋線が千日前線を上回る数字となっている。
また御堂筋線の乗降人員は現在のOsaka Metroの乗降人員ランキングと同様、梅田駅に次いで2位。四つ橋線の駅としては西梅田駅・肥後橋駅に次いで線内3位、千日前線では線内1位。
| 年度               | 調査日   | 御堂筋線 | 御堂筋線 | 御堂筋線 | 四つ橋線 | 四つ橋線 | 四つ橋線 | 千日前線 | 千日前線 | 千日前線 | 出典          |
| 年度               | 調査日   | 乗車人員 | 降車人員 | 乗降人員 | 乗車人員 | 降車人員 | 乗降人員 | 乗車人員 | 降車人員 | 乗降人員 | 出典          |
| ------------------ | -------- | -------- | -------- | -------- | -------- | -------- | -------- | -------- | -------- | -------- | ------------- |
| 1970年（昭和45年） | 11月06日 | 148,660  | 140,282  | 288,942  | 18,912   | 20,254   | 39,166   | 19,953   | 24,793   | 44,746   | [ 大阪府 5 ]  |
| 1972年（昭和47年） | 11月14日 | 146,708  | 141,971  | 288,679  | 20,639   | 22,769   | 43,408   | 20,835   | 21,606   | 42,441   | [ 大阪府 6 ]  |
| 1975年（昭和50年） | 11月07日 | 151,240  | 150,083  | 301,323  | 29,627   | 25,565   | 55,192   | 19,111   | 22,041   | 41,152   | [ 大阪府 7 ]  |
| 1977年（昭和52年） | 11月18日 | 152,030  | 150,790  | 302,820  | 29,369   | 25,391   | 54,760   | 19,866   | 23,018   | 42,884   | [ 大阪府 8 ]  |
| 1981年（昭和56年） | 11月10日 | 167,504  | 163,898  | 331,402  | 37,538   | 35,623   | 73,161   | 20,992   | 25,033   | 46,025   | [ 大阪府 9 ]  |
| 1985年（昭和60年） | 11月12日 | 170,509  | 166,351  | 336,860  | 40,564   | 36,732   | 77,296   | 24,923   | 27,149   | 52,072   | [ 大阪府 10 ] |
| 1987年（昭和62年） | 11月10日 | 169,284  | 165,543  | 334,827  | 38,333   | 34,845   | 73,178   | 26,102   | 27,237   | 53,339   | [ 大阪府 11 ] |
| 1990年（平成02年） | 11月06日 | 167,938  | 172,487  | 340,425  | 39,911   | 37,285   | 77,196   | 25,301   | 27,408   | 52,709   | [ 大阪府 12 ] |
| 1995年（平成07年） | 02月15日 | 152,316  | 153,581  | 305,897  | 37,689   | 35,263   | 72,952   | 24,186   | 27,696   | 51,882   | [ 大阪府 13 ] |
| 1998年（平成10年） | 11月10日 | 143,042  | 141,146  | 284,188  | 35,544   | 33,585   | 69,129   | 20,562   | 23,010   | 43,572   | [ 大阪府 14 ] |

#### 難波元町駅の乗降人員
当駅に統合されるまでに発表されていた難波元町駅の利用状況は下表の通り。難波駅に統合されてから四つ橋線側の乗降人員も大幅に増加している。
| 年度               | 調査日   | 乗車人員 | 降車人員 | 乗降人員 | 出典         |
| ------------------ | -------- | -------- | -------- | -------- | ------------ |
| 1966年（昭和41年） | 11月08日 | 10,132   | 10,826   | 20,958   | [ 大阪府 1 ] |
| 1967年（昭和42年） | 11月14日 | 11,066   | 11,764   | 22,830   | [ 大阪府 2 ] |
| 1968年（昭和43年） | 11月12日 | 13,067   | 12,606   | 25,673   | [ 大阪府 3 ] |
| 1969年（昭和44年） | 01月27日 | 11,460   | 13,202   | 24,662   | [ 大阪府 4 ] |

## 隣の駅
大阪市高速電気軌道 (Osaka Metro)
 御堂筋線
心斎橋駅 (M19) - なんば駅 (M20) - 大国町駅 (M21)
 四つ橋線
四ツ橋駅 (Y14) - なんば駅 (Y15) - 大国町駅 (Y16)
 千日前線
桜川駅 (S15) - なんば駅 (S16) - 日本橋駅 (S17)
- 括弧内は駅番号を示す。

### 記事本文